# Фуко, Мишель
Мише́ль Фуко́ (при рождении Поль-Мише́ль Фуко́, фр. Michel Foucault, Paul-Michel Foucault, 15 октября 1926, Пуатье, Третья Французская республика — 25 июня 1984, Париж, Пятая Французская республика) — французский философ, теоретик культуры и историк.
Создал первую во Франции кафедру психоанализа, был преподавателем психологии в Высшей нормальной школе и в университете города Лилль, заведовал кафедрой истории систем мысли в Коллеж де Франс. Работал в культурных представительствах Франции в Швеции, Польше и ФРГ. Является одним из наиболее известных представителей антипсихиатрии. Книги Фуко о социальных науках, медицине, тюрьмах, проблеме безумия и сексуальности сделали его одним из самых влиятельных мыслителей XX века.

## Биография

### Рождение, ранние годы
Поль-Мишель Фуко родился 15 октября 1926 года в городе Пуатье в состоятельной семье. Сестра Франсин была старше его на пятнадцать месяцев, брат Дени — младше на пять лет. Отец, успешный хирург, преподавал анатомию в местном медицинском колледже. Оба деда Фуко также были хирургами. И отец философа, и его дед по отцу носили имя и фамилию «Поль Фуко», но сам он благодаря матери получил второе имя «Мишель». Питая неприязнь к своему отцу, который вёл себя в кругу семьи деспотично, Фуко стал с юных лет называть себя Мишелем, избегая имени «Поль».
По воспоминаниям тех, кто знал Фуко в детстве, он был ребёнком очень весёлым, любил шутки в духе абсурдизма и розыгрыши. До 1940 года Фуко учился в иезуитской школе — лицее Генриха IV (в стенах этого учреждения он вначале посещал подготовительные классы, затем начальную школу, затем — в 1936 году — стал собственно лицеистом), а в 1940 году перешёл в коллеж Святого Станислава. И в лицее, и в коллеже являлся почти постоянно одним из лучших учеников, получал награды за успехи во французском, греческом, латинском, английском языках, истории и философии.
В 1943 году Фуко получил степень бакалавра. Готовясь поступать в парижскую Высшую нормальную школу (фр. École normale supérieure, очень престижный парижский вуз), провёл два года на подготовительных курсах в лицее Генриха IV в Пуатье. Однако в 1945 году ему не удалось поступить в Высшую нормальную школу, и ещё год он учился на подготовительных курсах в Париже в столичном лицее Генриха IV. Благодаря преподававшему в этом лицее Жану Ипполиту, переводившему «Феноменологию духа» Гегеля и написавшему о ней диссертацию, Фуко увлекается философией и знакомится с творчеством Гегеля; в тот же период времени он изучает творчество Ницше, Маркса и Фрейда.
В 1946 году по результатам экзамена Фуко оказался на четвёртом месте во всей Франции. После успешного поступления он стал с осени 1946 года учиться в Высшей нормальной школе. Здесь Фуко, который не мог приспособиться к коллективному образу жизни, господствовавшему в Высшей нормальной школе, часто конфликтовал с другими студентами. В это время он проявлял суицидальные наклонности и совершил попытку самоубийства, причиной чего, как полагает большинство исследователей, явились тяжёлые переживания в связи со своей гомосексуальностью (во Франции того времени преобладало негативное отношение к гомосексуальности: гомосексуальность осуждали моралисты и преследовала полиция). Вместе с тем Фуко отличался от своих соучеников более высокой работоспособностью, эрудицией, ироничностью, проявлявшейся в высмеивании других студентов и в постоянных спорах.
Изучал труды Платона, Канта, Гегеля, Маркса, Фрейда, Гуссерля, Хайдеггера, Сартра, Мерло-Понти, Политцера, Башляра; слушал лекции, в частности, Мерло-Понти, Жана Ипполита, Жана Бофре, Жана Валя. Интересовался также психологией и после того, как в 1948 году получил в Сорбонне степень лиценциата в области философии, захотел вдобавок получить степень лиценциата по психологии. Он слушал лекции по общей и социальной психологии, вводный курс лекций по психопатологии; посещал занятия на естественнонаучном факультете, стремясь получить аттестат по психофизиологии; также ходил на занятия известного психолога Даниэля Лагаша в парижском Институте психологии. Кроме того, Фуко вместе с другими студентами посещал больницу Святой Анны и клинику Флери-лез-Абро. Присутствуя на занятиях по психиатрии, Фуко знакомится с новаторскими течениями в этой области. В 1949 году он получил в Сорбонне степень лиценциата в области психологии и в том же году — диплом Института психологии.
В 1950 году Фуко, находясь под влиянием работавшего в Высшей нормальной школе репетитором по философии Альтюссера, вступил во Французскую коммунистическую партию (ФКП), хотя и был тогда в большей мере гегельянцем, чем марксистом; при этом партийных собраний почти не посещал и не соглашался с позицией ФКП в отношении гомосексуальности.
Дипломная работа Фуко была посвящена философии Гегеля. В 1950 году Фуко провалился на экзамене на звание агреже (которое по результатам экзаменов присуждалось лишь пятнадцати из двухсот девятнадцати претендентов), что удивило многих, так как в Высшей нормальной школе он являлся одним из самых выдающихся студентов. Вердикт председателя жюри по итогам экзамена гласил: «Кандидат, несомненно, эрудирован и незауряден, поэтому его неудачу следует считать случайной. <…> Он получил вполне традиционную тему, но не стал развивать её, а поставил своей целью продемонстрировать собственную эрудицию». Ещё год Фуко продолжал заниматься и в 1951 году успешно выдержал экзамены.

### Становление
В 1951 году, окончив первую ступень высшего образования, Фуко добился получения стипендии Фонда Тьера, однако стипендиатом был всего год. Много времени проводил в Национальной библиотеке. В этот же период он поступил в Институт психологии, где стал специализироваться в области психопатологии. В Институте психологии Фуко посещал, в частности, лекции профессоров Пуайе, Деле (вместе с П. Деникером создавшего в 1948 году первый нейролептик — хлорпромазин) и Бенасси, ходил на клинические занятия с демонстрацией пациентов в психиатрической больнице Святой Анны. В 1952 году он получил диплом по психопатологии Института психологии. Увлекался проективными методиками, особенно тестом чернильных пятен Роршаха.

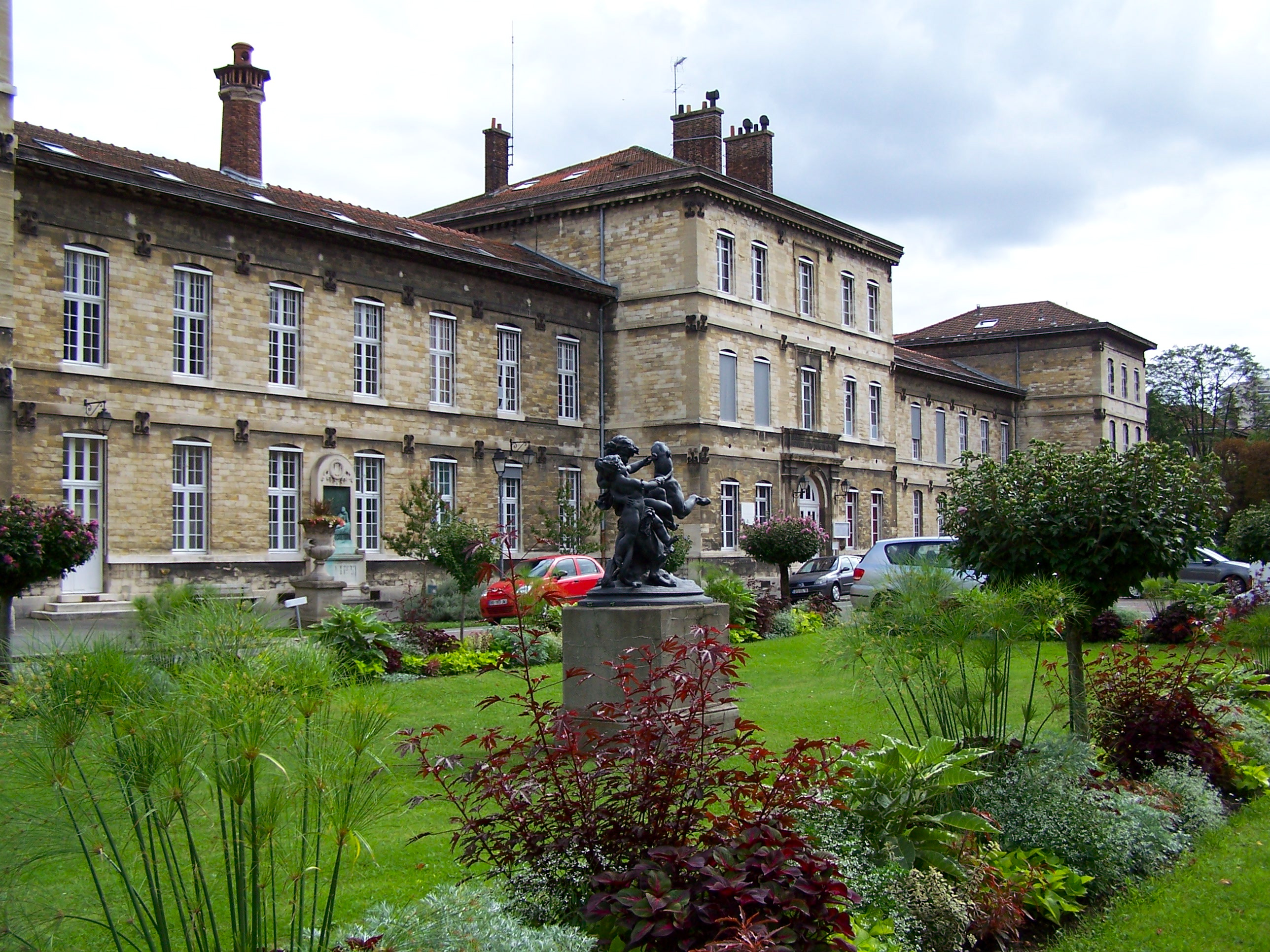
Больница Святой Анны, павильон Маньян (основное крыло здания)

В 1951—1955 годах Фуко читал лекции по психологии в Высшей нормальной школе; также проводил в ней семинарские занятия. Лекции Фуко пользовались большой популярностью у студентов. Жак Деррида утверждал: «Как и на многих других, на меня произвел огромное впечатление его ораторский дар. Поражали мастерство, блеск и властность его речей». Фуко водил своих студентов в психиатрическую больницу Святой Анны, где они присутствовали при демонстрации пациентов.
В 1952 году он также получил должность ассистента на кафедре психологии университета Лилля; преподавал в этом университете психологию и историю психологии, еженедельно живя в Лилле два-три дня. Период жизни Фуко, связанный с Лиллем, длился до 1955 года. В начале 1950-х годов Фуко также работал стажёром в психиатрической больнице Святой Анны, в электроэнцефалографической лаборатории этой больницы помогал проводить тестирование и эксперименты. Кроме того, он работал в электроэнцефалографической лаборатории в тюрьме Френа (в этой тюрьме находилась главная тюремная больница Франции).
В конце концов Фуко отказался от работы психологом, одной из причин этого являлось излишне тяжёлое лечение пациентов в психиатрии с помощью электросудорожной терапии и лоботомии. Сам Фуко по данному поводу отмечал: «Это была эпоха расцвета нейрохирургии, начала психофармакологии, господства традиционных институтов. В первое время я принимал всё это как необходимое, но по прошествии трёх месяцев (медленно соображаю!) я начал задаваться вопросом: „Почему же всё это необходимо?“ Прошло три года, я бросил эту работу и отправился в Швецию, с чувством большой неловкости за самого себя; там я начал писать историю своей практической работы и осмыслять её».
В начале 1950-х годов Фуко являлся лидером небольшой группы студентов в Высшей нормальной школе, увлекающихся коммунистическими идеями. Был, по собственному его признанию, «коммунистом-ницшеанцем», хотя открыл для себя Ницше и позже, чем стал марксистом. Фуко, как правило, не принимал участия в акциях коммунистической партии и ни в политическом, ни в интеллектуальном плане не был близок к тем, кто называл себя сталинистами. В 1953 году он вышел из коммунистической партии — по его собственному утверждению, в связи с советским «Делом врачей», которое поддержала Коммунистическая партия Франции. В то время Фуко ещё оставался марксистом, однако в ближайшие годы отказался от идей марксизма, и книга «Слова и вещи», изданная в 1966 году, содержит выпады против марксизма.
В 1954 году в издательстве Declée de Brower было опубликовано «Введение» Фуко к небольшой статье Л. Бинсвангера «Сон и существование» (нем. Traum und Existenz), в переводе которой на французский участвовал сам же Фуко. «Введение» оказалось вчетверо больше, чем статья Бинсвангера; в нём Фуко, ориентируясь на идеи экзистенциальной психологии, основоположником которой был Бинсвангер, высказывает свои философские взгляды и предлагает новую форму экзистенциального анализа. Однако в дальнейшем Фуко от этих взглядов отказался: для зрелого Фуко характерны иные философские взгляды и отказ от идей экзистенциальной психологии.
В том же году в университетском издательстве вышла первая книга Фуко — «Психическая болезнь и личность». Впоследствии он считал эту книгу незрелой, но некоторые из вопросов, затронутых в ней, развил в последующих книгах — «Истории безумия в классическую эпоху» и «Рождении клиники». Фуко не предполагал повторно издавать эту книгу, однако переиздать её ему предлагали неоднократно, пока он не дал согласие — и всё же при этом существенно переработал текст книги, внеся исправления в первую часть и полностью переписав вторую, и изменил название: книга вышла под заголовком «Психическая болезнь и психология». Правки, внесённые в эту книгу в новой редакции, приближают её содержание к взглядам, выраженным в «Истории безумия в классическую эпоху».
В 1950-е годы Фуко сильно увлёкся художественной литературой. Он с большим интересом читал таких современных ему писателей, как Батай, Бланшо, Рене Шар, Беккет. В связи с этим биограф Фуко Д. Эрибон пишет, что период увлечённости литературой у Фуко длился «вплоть до конца 1960-х годов, когда на смену литературному пришло политическое видение мира».
В первой половине 1950-х годов у Фуко складываются бурные любовные отношения с молодым музыкантом Жаном Барраке́, с которым он незадолго до того познакомился и первоначально был ему просто приятелем, однако затем эти приятельские взаимоотношения переросли в тесную любовную связь, длившуюся в течение двух или трёх лет перед отъездом Фуко в Швецию в 1955 году.

### Расцвет, зрелые годы
В 1955 году Фуко получил должность преподавателя в университете города Уппсала в Швеции, где он стал читать лекции по французскому языку и французской литературе; также он в эти годы работал директором «Французского дома» (Мезон де Франс) в Уппсале, ставящего своей задачей распространение французских языка и культуры. С целью популяризировать французскую культуру Фуко устраивал во «Французском доме» культурные вечера, на которых показывал фильмы; организовал театральную труппу, ставившую спектакли на французском языке — после премьеры спектакля, происходившей обычно в Уппсале, группа, как правило, отправлялась в турне по другим городам Швеции. В период своего пребывания в Швеции Фуко также читал лекции в Институте французской культуры в Стокгольме. Кроме того, он писал диссертацию, которая была почти готова к 1958 году. Фуко предполагал защитить её в Швеции, однако затем стало ясно, что излишне консервативные шведские учёные не дадут ему возможности это сделать.
Находясь в Швеции, Фуко почти каждый день пишет страстные письма Барраке; ему не терпится продвинуться в работе над диссертацией, чтобы поскорей вернуться во Францию и возобновить свои отношения с молодым музыкантом. Как отмечает биограф Фуко Д. Эрибон, «его экзальтированные письма представляют собой великолепные образцы любовных посланий, которые когда-нибудь следует опубликовать». Однако в 1956 году Барраке в письме к Фуко сообщает ему о своём решении разорвать отношения с ним.
В 1958 году во время майского кризиса Фуко вернулся в Париж, чтобы принять участие в политических событиях. Через месяц он переехал в Варшаву, где он работает над созданием французского культурного центра, читает лекции в университете и Институте романских языков, во французском посольстве выполняет работу советника по культуре; одновременно дорабатывает свою диссертацию.
С 1959 года Фуко стал жить в Гамбурге, где он руководит Институтом французской культуры, преподаёт французскую литературу на отделении романских языков философского факультета университета. Окончательно доработав свою диссертацию, Фуко приступает к работе над «второй диссертацией» (во Франции для получения докторской степени необходимо предоставить два текста: собственную работу и комментированный перевод с иностранного языка) — переводу «Антропологии с прагматической точки зрения» Канта и написанию большого исторического введения к ней.
В 1960 году Фуко вновь вернулся во Францию, здесь он познакомился и начал совместную жизнь со студентом Высшей нормальной школы Даниэлем Дефером, который стал спутником Фуко до конца его жизни. При этом оба считали необходимыми открытые отношения и порой встречались с другими партнёрами.
С октября 1960 по весну 1966 года Фуко читал лекции по психологии в университете города Клермон-Ферран, при этом он жил в Париже и каждую неделю ездил в Клермон-Ферран. Материал, излагавшийся Фуко на этих лекциях, лёг в основу его будущих книг, в частности книги «Слова и вещи».
В 1961 году была издана диссертация Фуко, которой он дал название Folie et déraison. Histoire de la folie à l’âge classique («Безумие и неразумие. История безумия в классическую эпоху»). Обе своих диссертации Фуко защитил в мае 1961 года и получил учёную степень доктора. Основная диссертация («История безумия») была удостоена бронзовой медали от Центра национальных научных исследований, и её издание принесло Фуко известность. Издание кантовской «Антропологии», переведённой Фуко, состоялось в 1963 году.
В 1963 году вышли также книги Фуко «Раймон Руссель. Опыт исследования» (о французском писателе, в то время ещё малоизвестном) и «Рождение клиники: археология взгляда медика». Примерно в то же время Фуко пишет и публикует ряд статей об известных французских писателях: Роб-Грийе, Руссо, Ж. Верне, Флобере, Малларме, Батае, Бланшо, Клоссовски и других. В этих статьях Фуко проявляет тяготение к модернизму.
В начале 1960-х годов Фуко стал популярным лектором, охотно приглашаемым на самые разные культурные мероприятия и во Франции, и в других странах. В частности, на конференции 1964 года в Ройомоне, посвящённой Ницше, Фуко прочёл ставший знаменитым доклад «Ницше, Маркс, Фрейд».
В 1965—1966 годах Фуко участвовал в разработке университетской реформы, проводимой под руководством министра национального образования Кристиана Фуше и премьер-министра Жоржа Помпиду. Реформа была принята в 1967 году.
В 1965 году Фуко отправился в Бразилию, где два месяца читал лекции в Сан-Паулу.
В 1966 году в издательстве Gallimard опубликована книга Фуко «Слова и вещи» (Les Mots et les Choses), имевшая подзаголовок «Археология наук о человеке» (Une archéologie des sciences humaines), которая, хотя и предназначалась в основном для философов и специалистов по истории науки, приобрела широкую популярность и стала бестселлером. К 1990 году во Франции было продано свыше 110 000 экземпляров этой книги, что для философской книги — крайняя редкость. После первой публикации книги в 1966 году рецензии на неё напечатали большинство парижских газет; появилось большое количество статей и отзывов, посвящённых этой книге. «Слова и вещи» вызвали бурную и длительную полемику, оказали огромное впечатление на интеллектуалов во Франции и сделали Фуко харизматической фигурой.

### Зрелые годы. Университет Венсенна, Коллеж де Франс и политическая деятельность
В 1964 году Дефер отправился в Тунис, чтобы работать волонтёром. В 1966 году Фуко поехал вслед за ним и до 1968 года жил в Тунисе, в маленьком городке Сиди-Бу-Саид неподалёку от столицы, преподавая в столичном университете философию, а также психологию, историю искусства и эстетику западной живописи. Кроме лекций для студентов, он читал ещё и публичный курс о «человеке в западной философии». Каждую пятницу лекции Фуко посещали более двухсот слушателей, люди разных возрастов и профессий; эти лекции вызывали большой интерес у образованной части горожан.
В 1966—1967 годах Фуко и Ж. Делёз занимались подготовкой к печати перевода на французский полного собрания сочинений Ницше. В 1967—1968 годах Фуко писал в Сиди-Бу-Саид книгу «Археология знания».
Во время антиправительственных студенческих выступлений в Тунисе Фуко прятал у себя в доме студентов, опасавшихся арестов; у него во дворе тайно находилась принадлежавшая представителям оппозиции типография. За домом Фуко и его машиной началась слежка полиции; он получал угрозы, а также официальные предупреждения от тунисских властей. Впоследствии, после возвращения в Париж, Фуко не раз приезжал в Тунис, чтобы выступить в поддержку своих бывших студентов, оказавшихся в тюрьме из-за политической деятельности.
В мае 1968 года, во время знаменитых событий в Париже — оппозиционных акций парижских студентов, которые в ходе этих акций захватили весь левый берег Сены, — Фуко находился в Тунисе и оттого не принял участия в майских событиях, о чём он глубоко сожалел. Уехав из Туниса, он окончательно поселился во Франции. Участвовал в организации экспериментального университета в Венсенне (входил в комиссию по подбору кадров), созданного на восточной окраине Парижа, занял должность «председателя философского факультета» в нём. Стремясь собрать в Венсенне «цвет современной философии», добился того, чтобы к созданному им философскому факультету присоединился ряд философов, в том числе Делёз. В Венсенне Фуко создал первую во Франции кафедру психоанализа, пригласив туда главным образом психоаналитиков лакановского направления.
В этот период Мишеля Фуко начинает волновать его стареющая внешность, поэтому он решает побрить голову. Складывается знакомый всем образ философа: он стал носить белый свитер с воротником-поло и вельветовый костюм, «чтобы не надо было гладить».
В конце 1960-х годов Фуко во многом разделял убеждения молодого поколения гошистов, сотрудничал с левыми радикалами, при этом, как и гошисты, относился крайне неприязненно к коммунистической партии. В новой политической ситуации его книга «История безумия в классическую эпоху», которую прежде воспринимали лишь как академическое исследование, переосмысливается многими в контексте антирепрессивного социального движения и воспринимается теперь как декларация гошистских идей.
В период своей работы в Венсенне Фуко участвовал во многих оппозиционных акциях, в частности в захвате студентами университета Венсенна 23 января 1969 года. В этот день «комитет действия» лицея Сен-Луи организовал показ для лицеистов фильмов о событиях мая 1968 года, несмотря на запрет ректората. После показа лицеисты присоединились к митингующим, собравшимся рядом с лицеем во дворе Сорбонны. Вместе и те, и другие заняли ректорат внутри Сорбонны. Несколько сотен студентов из Венсенна и некоторые из преподавателей, решив проявить солидарность с этими группами, захватили здание собственного университета. Ночью уже две тысячи человек вступили в стычку с явившейся в здание Венсенна полицией. Сотни человек были арестованы, Мишель Фуко и Даниэль Дефер провели часть ночи в полицейском участке.
Два года работы в университете Венсенна оказались в какой-то мере переломными для Фуко. По словам Д. Эрибона, «…в этот период родился новый Фуко. Он уже не тот человек, который работал в министерской комиссии и принимал экзамены в Национальной школе администрации. Тот человек уходит в прошлое, забывается, а его место занимает ангажированный философ, получивший боевую закалку в Венсенне, участвующий в битвах на всех фронтах, деятельный и размышляющий. С 1969 года в Фуко начинают видеть воплощение интеллектуала-борца. Так формируется тот образ, к которому все привыкли: Фуко манифестаций и манифестов, „борьбы“ и „критики“, упрочивший свое положение и влияние благодаря кафедре в Коллеж де Франс».
Темами лекций Фуко в университете Венсенна были «Дискурс сексуальности», «Конец метафизики», эпистемиология «наук о жизни» и философия Ницше. На его лекции собирались сотни слушателей.
В 1969 году вышла из печати книга Фуко «Археология знания», ставшая широко известной за рубежом, но встреченная резкой критикой в интеллектуальных кругах Парижа — это свидетельствовало о том, что автор уже стал очень значительным явлением французской культурной жизни.
В 1970 году Фуко получил должность профессора, заведующего кафедрой истории систем мысли в Коллеж де Франс, при этом ему отдали предпочтение перед также претендовавшим на должность заведующего кафедрой Полем Рикёром. С тех пор и вплоть до 1984 года (вплоть до своей смерти) Фуко читал в Коллеж де Франс лекции, обычно составлявшие циклы из двенадцати лекций. Эти лекции, читавшиеся каждую неделю с января по март, играли важную роль в интеллектуальной жизни Парижа. На них собирались настоящие толпы — как французы, так и иностранцы; студенты, преподаватели, исследователи и просто интересующиеся. Слушатели сидели и стояли даже в проходах. Один из слушателей, Ж. Петижан, отмечал: «В аудитории триста мест, но в неё набилось пятьсот человек, занимая каждый свободный дюйм пространства. Ступить некуда. Я сделал глупость, придя за сорок минут до начала лекции. В результате мне приходится стоять». Лекции Фуко получили мировую известность, к числу их слушателей относились, в частности, Леви-Стросс, Делёз, Фернан Бродель и другие известные личности.

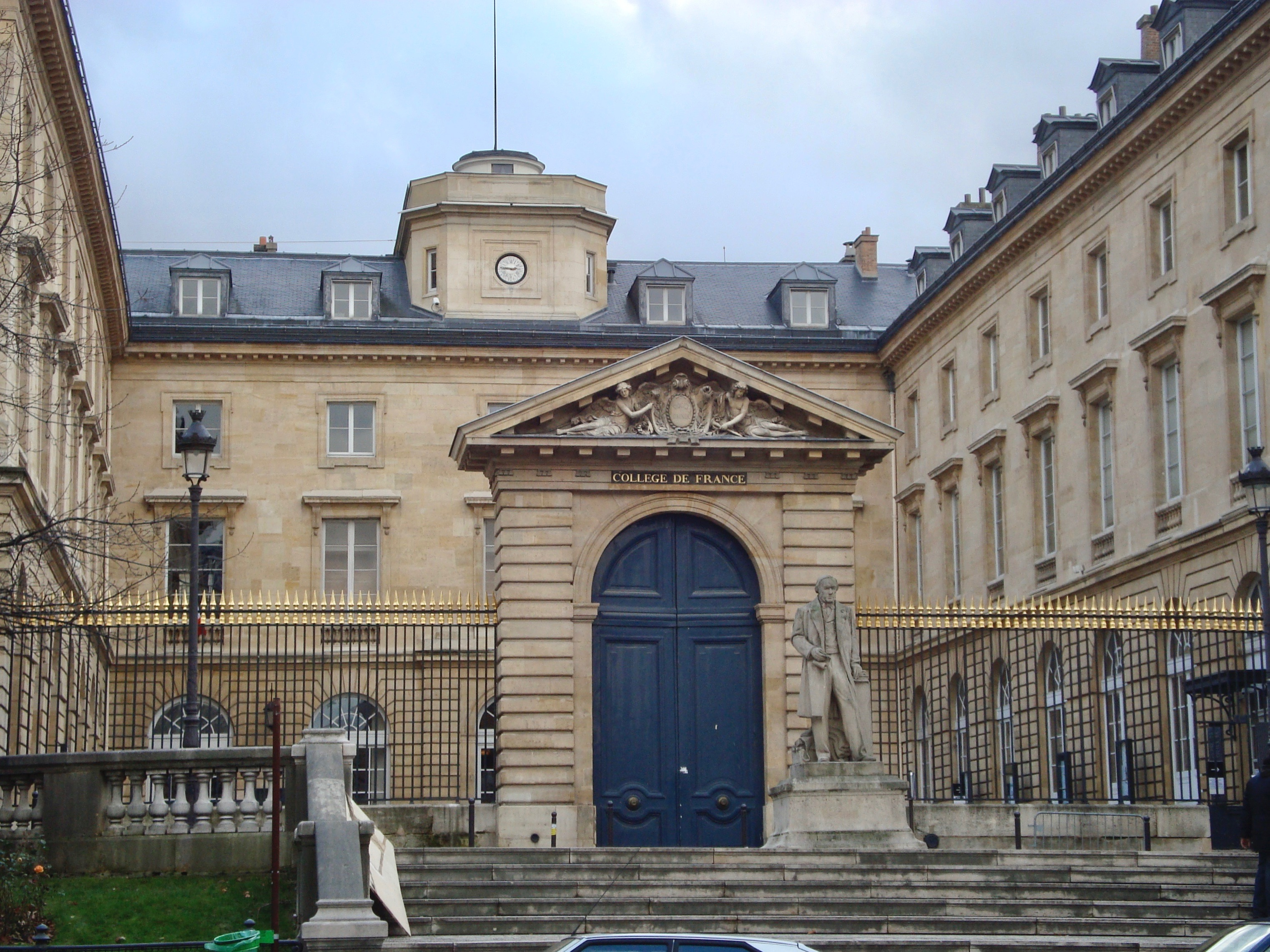
Главный вход в Коллеж де Франс

С 1970 по 1975 год Фуко прочитал в Коллеж де Франс курсы лекций «Воля к знанию», «Пенитенциарные теории и учреждения», «Карающее общество», «Психиатрическая власть», «Ненормальные»; в 1975/76 учебном году им был прочитан курс лекций, называющихся «Нужно защищать общество», в 1977/78 году — курс под названием «Безопасность, территория, население», в 1978/79 году темой лекций стала политическая рациональность (иначе говоря, «либерализм» в том смысле, который Фуко вкладывал в это слово). С конца 1970-х годов Фуко посвящает лекции преимущественно теме «История сексуальности». В 1983/84 году темой лекций становится соотношение понятий «правдоречие» (parrhesia) и «забота о себе» в Древней Греции. Лекции Фуко по сути являлись разработками для будущих книг, формулировкой проблем, которые он собирался рассматривать. Эти лекции ни в коей мере не дублировали книги Фуко, опубликованные при его жизни, и не были набросками будущих книг — даже в случаях, когда их темы совпадали. Прочитанные Фуко в Коллеж де Франс лекции имеют особенный статус, в них совершенно по-особому развит проект генеалогии взаимоотношений знания и власти, лёгший в основу работ Фуко с начала 1970-х годов и существенно отличающийся от проекта археологии дискурсивных формаций, характерного для его более ранних работ. В дальнейшем, уже после смерти Фуко все эти курсы лекций были опубликованы в издательстве Gallimard (публикация их длилась с 1997 по 2015 год).
Лекции Фуко читал по средам, а в понедельник проводились семинары, которые обычно посещало свыше сотни человек. Например, в 1970/71 учебном году темой семинара были уголовные наказания во Франции XIX века, в 1973/74 году участники семинара анализировали две темы: психиатрическая экспертиза и архитектура госпитальных учреждений XVIII века (результатом стало издание коллективного труда «Исцеляющие машины»), в 1974/75 году опять обсуждалась психиатрическая экспертиза, в 1977/78 — «всё, что ведёт к усилению власти государства», в 1979/80 — юридическая мысль конца XIX века. В 1982 году Фуко перестал проводить семинары, вместо этого удвоилось число лекционных часов.
В 1970 году Фуко побывал с лекциями в Токио, затем в Калифорнийском университете в Беркли; в 1971 году читал цикл лекций в городе Буффало в Соединённых Штатах.
В начале 1971 года была создана «Группа информации по тюрьмам», под манифестом которой подписалось несколько человек, в том числе Фуко. Группу организовали по его инициативе, причиной её создания стали участие Дефера в запрещённой революционной организации La Gauche prolétarienne («Левые пролетарии») и арест некоторых из участников этой организации, оказавшихся в тюрьмах. Целью создания «Группы информации по тюрьмам» были сбор и предание гласности информации о положении заключённых в тюрьмах, привлечение внимания общества к жестоким условиям их содержания. 8 февраля Фуко зачитал манифест, публично объявив о возникновении группы, на пресс-конференции в капелле Святого Бернара.
Фуко стал лидером «Группы информации по тюрьмам», и на работу в ней у него уходило много времени. В манифесте он указал свой парижский адрес, и каждый день к нему приходили недавно освободившиеся заключённые и их жёны, которых Фуко тщательно опрашивал — итогом этих опросов стали сотни анкет. Группа выпускала брошюры, привлекала для участия в своей работе сочувствующих специалистов (врачей, юристов и социальных работников), организовывала митинги, демонстрации, театральные представления. Она получила массовую поддержку во всей стране: в различных городах стали создаваться дочерние комитеты группы, количество её членов увеличилось почти до трёх тысяч человек.
Благодаря существованию группы и её успешности возникли и другие организации подобного рода: «Группа информации о здравоохранении», «Группа информации о психиатрических больницах», «Группа информации и поддержки рабочих-иммигрантов». Затем была создана первая во Франции организация заключённых (Инициативный комитет), у которой появилось собственное печатное издание. Благодаря этому исходная задача «Группы информации по тюрьмам» оказалась в какой-то мере решена, и Фуко вышел из её состава. В декабре 1972 года группа самораспустилась.
1 мая 1971 года полицейские задержали и жестоко избили Фуко и Жана-Мари Доменака у ворот парижской тюрьмы «Санте», где они раздавали листовки, призывавшие уничтожить криминалистические досье. Фуко подал жалобу в суд, однако суд отказался возбудить дело.
27 ноября 1971 года Фуко участвовал в демонстрации, организованной в целях борьбы против расизма, на углу улиц Полонсо и Гут-Д’Ор в арабском квартале Парижа. На той же демонстрации присутствовал Сартр, и оттого она носила мирный характер (полиции была дана инструкция не трогать Сартра). Во время этого выступления была создана знаменитая серия фотографий Фуко: Фуко и Сартр с микрофонами в руках. В те же дни Фуко и ещё несколько человек создали комитет «Джелали» с целью изучения условий жизни в арабском квартале и юридической помощи иммигрантам. При этом сам Фуко, несмотря на давление нескольких входящих в комитет рабочих-арабов, всё же занимает отчётливо произраильскую позицию.
В 1971 году Мишель Фуко в эфире нидерландского телевидения участвовал в дебатах с Ноамом Хомским.
В 1972 году Фуко побывал с лекциями в США (в Нью-Йорке и в Миннесоте). Посетил тюрьму штата Нью-Йорк «Аттику», где незадолго до этого прошёл бунт заключённых.
16 декабря 1972 года полицейские задержали и избили Фуко во время демонстрации, посвящённой памяти рабочего-алжирца Мохаммеда-Диаба, убитого в полицейском участке.
В 1972 году при участии Фуко была создана «Группа информации по здоровью» (фр. Groupe d'Information sur la Santé), в конце 1972 года обнародован её манифест, написанный несколькими участниками, в том числе Фуко. Группа занималась расследованием отравления рабочих фабрики в Лионе, протестовала против злоупотреблений врачебной властью.
Теме правосудия и тюрьмы посвящены многие тексты Фуко: предисловия, статьи, интервью, дебаты, выступления на конференциях. В 1973 году Фуко вместе с небольшой исследовательской группой опубликовал книгу о Пьере Ривьере, юноше, в начале XIX века осуждённом за убийство своих матери, брата и сестры. В книгу вошли записки самого Ривьера, материалы следствия и психиатрических консультаций, данные о нахождении Ривьера в тюрьме и др.
31 марта 1973 года Фуко участвовал в демонстрации в Бельвиле и Менильмонтане против «циркуляра Фонтане», который ограничивал права мигрантов на жительство и на работу. Мишель Фуко и Клод Мориак находились на этой демонстрации в первых рядах.
В 1973 году в коллективном сборнике Crimini di pace была опубликована статья Фуко, написанная им с целью поддержать Франко Базалью, подвергшегося в Италии судебным преследованиям. В числе авторов сборника оказались также Сартр, Хомский, Р. Кастель.
В 1973 году Фуко побывал с лекциями и докладами в Бразилии, где он также участвовал в пресс-конференциях и посещал психиатрические больницы, в которых беседовал с пациентами и врачами. Выступая в Бразилии, Фуко развивал идеи книги «Анти-Эдип» Ж. Делёза и Ф. Гваттари. В 1974 году он вновь посетил Бразилию по приглашению Института социальной медицины при медицинском факультете в Рио-де-Жанейро.
В 1975 году была опубликована книга Фуко «Надзирать и наказывать», имевшая подзаголовок «Рождение тюрьмы». Книга получила огромное количество откликов, стала чрезвычайно популярной в короткие сроки. Тираж её разошёлся очень быстро, и к концу года её издали второй раз. В 1977 году книга вышла на английском языке под заголовком Discipline and Punish: The Birth of the Prison. Примерно в те же годы были изданы англоязычные переводы других книг Фуко, и англоязычные читатели восприняли его как ведущего критического мыслителя своего времени.
В мае 1975 года Фуко прочёл две лекции и провёл семинар в Калифорнийском университете в Беркли. В этих выступлениях, из которых сохранились только фрагменты, проявился интерес Фуко к истории сексуальности.
Осенью 1975 года Фуко в связи с вынесенным в Испании смертным приговором одиннадцати противникам режима Франко участвовал в акциях протеста против франкистского режима, в том числе в пресс-конференции, организованной в Мадриде; испанские полицейские воспрепятствовали проведению пресс-конференции, задержав Фуко и других её участников, и посадили их в самолёт, взявший курс на Париж. Петиция против смертного приговора была опубликована в прессе и зачитана на пресс-конференции в Мадриде; несмотря на это, смертный приговор одиннадцати испанцам привели в исполнение — однако акция, в которой участвовал Фуко и другие представители французской интеллигенции, привела к прошедшим по всей Европе демонстрациям в поддержку испанских оппозиционеров.
В том же году Фуко опять выступал с лекциями в Бразилии (в Рио-де-Жанейро и в Сан-Паулу), говоря о проблемах урбанизации и роста преступности. В 1976 году он ещё раз приехал в Бразилию с циклом лекций.
В ноябре 1975 года Фуко участвовал в конференции, посвящённой «контркультуре» и проходившей в Тичерс-колледже в Нью-Йорке. Доклад Фуко на конференции был посвящён тематике сексуальности.
В этот период своей жизни Фуко предпринимал немало действий по оказанию помощи диссидентам из Восточной Европы. В частности, в 1976 году он, выступая по телевидению, рассказал о деле М. Штерна из Винницы, обвинённого во взяточничестве и приговорённого к восьми годам принудительных работ после того, как двое его сыновей эмигрировали в Израиль, а сам он отказался заставить их остаться в СССР. Выступление Фуко привело к тому, что делом Штерна заинтересовались представители Международной конференции в Хельсинки, и в итоге Штерн был освобождён.

### «История сексуальности», продолжение политической деятельности и популярность в США
В середине 1970-х годов Фуко начал работу над многотомным трудом «История сексуальности». Первоначально планировалось написать шесть томов, однако в итоге вышли из печати только четыре. В 1976 году был опубликован первый том «Истории сексуальности», под названием «Воля к знанию». Книга сразу же вызвала интерес у широкого круга исследователей, занимающихся анализом проблем пола и социального конструирования сексуальности. Тираж книги разошёлся очень быстро, и издательство выпускало всё новые тиражи этого тома. К июню 1989 года количество проданных экземпляров достигло ста тысяч.
В 1977 году Фуко участвовал в акциях в защиту адвоката из ФРГ Клауса Круассана, обвинявшегося властями ФРГ в превышении полномочий при защите клиента, и выступал против выдачи французскими властями Круассана властям ФРГ. Во время одной из этих акций полицейские избили Фуко, сломав ему ребро, однако на следующий день он вновь отправился на демонстрацию в поддержку Круассана.
В июне 1977 года во время пребывания в Париже Л. Брежнева Фуко и Пьер Виктор организовали встречу французских интеллектуалов с советскими диссидентами. Среди пришедших на встречу диссидентов были Л. Плющ, А. Синявский, А. Амальрик, В. Буковский и М. Штерн; французских гостей, в том числе журналистов, на встречу явилось много — в частности, пришли Сартр, Симона де Бовуар, Ролан Барт.
В апреле 1978 года Фуко побывал в Японии, где он читал публичные лекции, посетил тюрьму в префектуре Фукуока и обучался медитации в древнем храме в Киото, а также общался с японскими социал-демократами.
В 1978 году под редакцией Фуко в издательстве Gallimard были опубликованы воспоминания Эркюлина Барбена — гермафродита, жившего в XIX веке. В мае 1978 года Фуко также прочёл доклад на тему гермафродитизма на конгрессе, который организовала ассоциация сексуальных меньшинств.
С сентября 1978 года статьи Фуко, в частности репортажи о революции в Иране, печатались в миланской газете Corriere della sera в рубрике «Расследования Мишеля Фуко». В сентябре — октябре 1978 года он дважды побывал в Тегеране.
В марте 1979 года в квартире Фуко была организована пресс-конференция по израильско-палестинской проблематике, однако сам он на этой пресс-конференции отсутствовал.
В июне 1979 года Фуко участвовал в организации пресс-конференций в поддержку беженцев из Вьетнама.
В конце 1970-х — начале 1980-х годов Фуко становится чрезвычайно популярным в США (в Time по этому поводу писали о «культе Фуко»). В октябре 1979 года он прочёл ряд лекций, посвящённых тематике человеческих ценностей, в Стэнфордском университете близ Пало-Альто (Калифорния); в октябре 1980 года читал цикл лекций «Истина и субъективность» в университете Беркли. Лекции Фуко посещало огромное количество слушателей. Дж. Миллер в связи с этим писал (о лекции в Беркли): «Они собрались за час, заполнив все места в большом холле. И тем не менее люди продолжали подходить. Вскоре ещё несколько сотен человек собрались снаружи и пытались проникнуть в холл. Подтянулась полиция. Двери заперли. Разъярённая толпа снаружи кричала и напирала на двери».
В 1980 году при участии Фуко была создана правозащитная организация Association Défence Libre, которая продолжала дело «Группы информации по тюрьмам», и выпущена коллективная брошюра этой ассоциации, подвергавшая критике судебные злоупотребления.
В 1981 году Фуко выступил в защиту Жака Деррида, который, поехав в Прагу на организованный диссидентами семинар, подвергся там аресту за «распространение наркотиков». По Франции прокатилась волна протестов; Фуко был одним из первых интеллектуалов, кто подписался в защиту Деррида, также он поддержал его в своём выступлении на радио. Через несколько дней Деррида освободили, и он вернулся во Францию.
В октябре 1981 года Университет Южной Калифорнии организовал конференцию «Знание, Власть, История. Междисциплинарные исследования работ Мишеля Фуко», широко освещавшуюся СМИ. Фуко присутствовал на этой конференции и в последний её день, 31 октября, выступил с речью.
В декабре того же года в связи со введением генералом В. Ярузельским военного положения в Польше Фуко и знаменитый социолог Пьер Бурдьё составили текст воззвания, в котором осуждался режим Ярузельского. Воззвание напечатала газета Libération, его текст зачитал Ив Монтан в передаче радиостанции «Европа 1». Под воззванием появлялись всё новые подписи, газета Libération публиковала списки подписавшихся. Сотни людей в своих письмах в газету выразили согласие с воззванием. Фуко активно участвовал в пропагандистской кампании против режима Ярузельского и принимал участие в поставке в Польшу медикаментов, продуктов, книг и оборудования для типографии, он также работал во французском комитете поддержки польского движения «Солидарность». В октябре 1982 года он отправился в двухнедельную поездку, сопровождая грузовик организации «Врачи Мира», ехавший с гуманитарной помощью в Польшу.
В мае 1982 года Фуко прочитал цикл лекций в Лёвене (Бельгия), летом того же года провёл семинары в Торонто. Также он был приглашён на симпозиум по психиатрии в Монреале и участвовал в этом симпозиуме, а затем побывал в Нью-Йорке и дал там несколько интервью.
В октябре 1982 года Фуко проводил семинар, длившийся три недели, в Вермонтском университете (США). В апреле 1983 года он опять отправился в Беркли и прочёл там открытую лекцию; осенью того же года прочёл там курс лекций. Лекции в Вермонте и в Беркли были посвящены теме «Забота о себе» (под таким названием в дальнейшем выйдет третий том «Истории сексуальности»). Весной 1983 года Фуко снова выступил в Беркли; на его лекцию, посвящённую теме «Культура самого себя», собралось две тысячи человек. Осенью того же года Фуко читает в Беркли для студентов лекции и проводит семинары.
Осенью 1983 года Фуко и ещё несколько человек создали внепартийную группу под названием «Академия Тарнье», задачами которой являлись сбор информации по той или иной конкретной проблеме и поиск возможностей публичных действий. Заседания группы посвящались отдельным политическим проблемам: Ливан, Афганистан, Польша и пр.

### Конец жизни, смерть
Последние полтора года своей жизни Фуко страдал частыми, ослабляющими его заболеваниями, его мучили головные боли, приступы лихорадки и постоянный сухой кашель. По мнению биографов Фуко (хотя и не все биографы разделяют это мнение), он знал, что страдал СПИДом. Тем не менее никто из врачей вплоть до самой его смерти так и не поставил этого диагноза. Анализ крови на специфические антитела к ВИЧ в то время ещё широко не применялся. Как утверждал Дефер, Фуко ещё с декабря 1983 года знал, что умирает, был уверен, что врачи ему не помогут, и очень интенсивно работал. С начала 1984 года Фуко чувствует себя всё хуже, он признавался: «Я всё время словно в тумане».

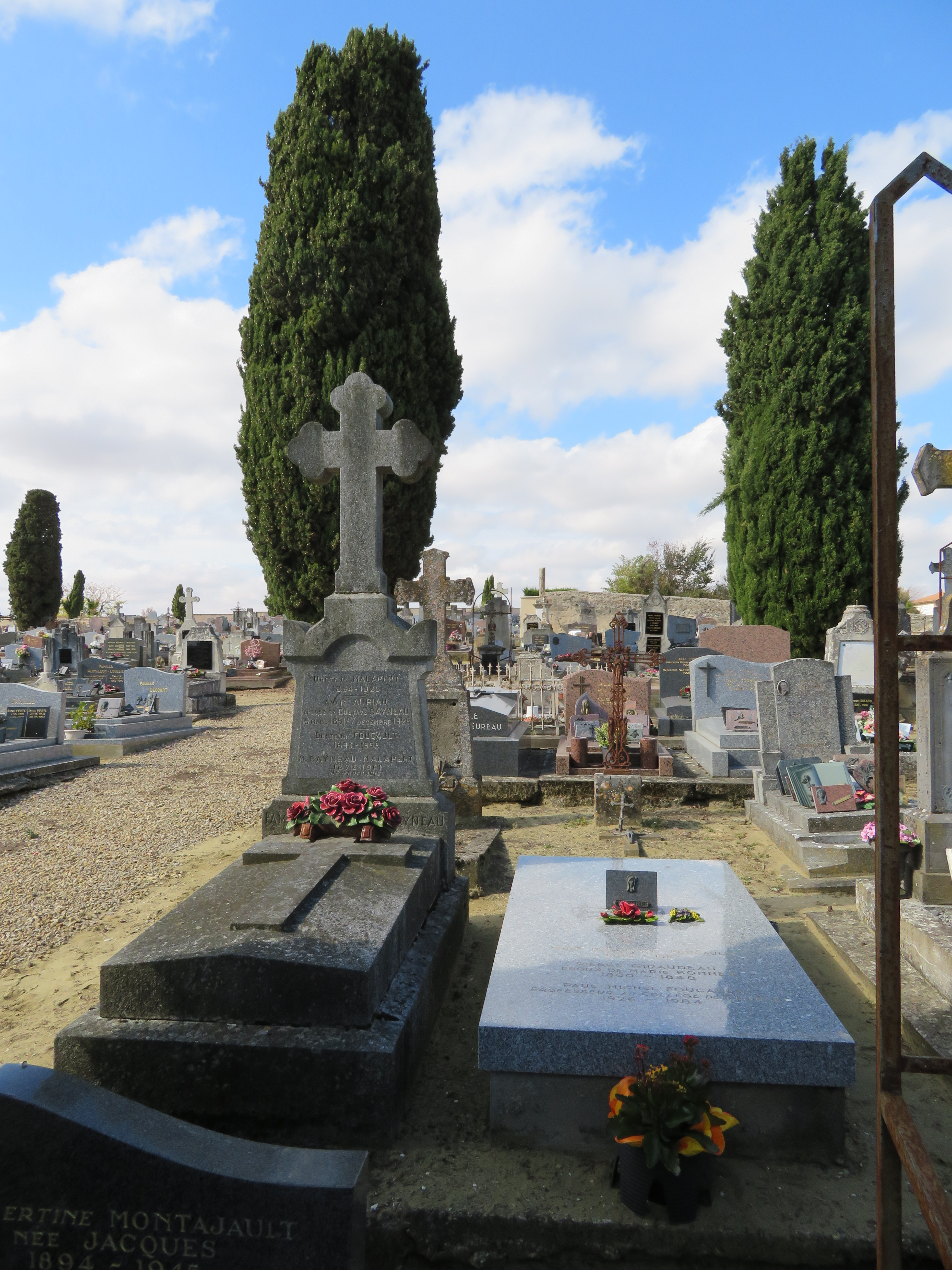
Могилы Мишеля Фуко, его матери и отца на кладбище в Вандёвр-дю-Пуату

В 1984 году, незадолго до смерти Фуко выходят второй и третий тома «Истории сексуальности». Последние недели Фуко напряжённо работал над доработкой четвёртого тома и планировал опубликовать его осенью 1984 года. Однако незадолго до своей смерти Фуко письменно воспретил все посмертные публикации своих неизданных работ. По этой причине четвёртый том «Истории сексуальности», носящий название «Признания плоти», длительное время после смерти Фуко не публиковался, хотя написан он был раньше второго и третьего — подготовив второй и третий том, Фуко занялся переработкой четвёртого. Он испытывал головокружения, постоянное чувство усталости, но тем не менее в спешке редактировал четвёртый том, читал корректуру второго и третьего, посещал библиотеку, сверяя цитаты.
2 июня Фуко упал в обморок и был госпитализирован. Сначала его поместили в частную клинику, затем госпитализировали в Сальпетриер. У него обнаружили сепсис, осложнённый неврологическими проявлениями. В результате лечения антибиотиками состояние Фуко вначале улучшилось, и он почувствовал себя бодро, смог ознакомиться с первыми отзывами на вышедшие тома «Истории сексуальности». Однако 24 июня наступило резкое ухудшение состояния, и на следующий день Мишель Фуко скончался.
Новости о смерти философа были опубликованы во всех парижских газетах, газета Libération посвятила Фуко восемь страниц и через несколько дней напечатала статью, повествовавшую о его жизни. Во дворе больницы Сальпетриер, чтобы проводить Фуко, собралось несколько сотен человек, в том числе известные философы, деятели искусства, польские диссиденты. 29 июня Фуко похоронили на маленьком кладбище в Вандёвр-дю-Пуату, присутствовали немногие: в основном члены семьи и близкие друзья.

## Философия
Мишель Фуко очень популярен в США, Японии, Австралии и Европе. В России активное издание его работ началось только с 1996 года.
Творческое наследие Мишеля Фуко не всеми воспринимается однозначно. Политологи причисляют его к политологам, социологи — к социологам, а историки — к историкам. Тем не менее, если всё же причислять Фуко к философам, можно отметить, что он философствует за пределами традиционных философских территорий, однако ставит именно философские вопросы. Это вызвано как личностными причинами (сложные отношения в детстве с отцом, гомосексуальность), так и спецификой его образования и интересов (изучение психиатрии, политизированность сознания).
Фуко — историк настоящего. Он мыслитель, мыслящий посредством истории. История и историческая дисциплина очень значимы для творчества Фуко, при этом, по формулировке Т. Мэя, Фуко является философом постольку, поскольку он историк, а историком — постольку, поскольку он философ.
По утверждению многих исследователей, Фуко является историком знания. Историзм Фуко очень специфичен: Фуко рассматривает историчность человеческого сознания в качестве глубинной характеристики любой эпохи, которая обычно не осознаётся самим человеком. В этом заключается одна из причин обращения Фуко к «классической» эпохе: по его мнению, находясь внутри эпохи, человек не может осознать её сущность. Как подчёркивает Фуко, традиционная история основывается на представлении о некоем предзаданном субъекте познания, благодаря которому возможно раскрытие истины; собственная же задача Фуко заключается в том, чтобы проследить формирование этого субъекта в недрах истории. По мнению Фуко, человеческий субъект не представляет собой некую изначальную данность, совершаемые им действия и смыслы, привносимые им в мир, социально детерминированы. Современный человек, даже если он считает себя свободным, неизбежно сталкивается при попытке осуществить эту свободу с необходимостью осознать себя как радикально несвободное, социально детерминированное существо, полный смысл бытия которого не удаётся раскрыть из того, чем этот человек в нынешний момент является.
Фуко всегда стремился показать, что та действительность, в которой живёт современный человек и которая представляется самому человеку как нечто абсолютно несомненное и само собой разумеющееся, на самом деле не является — включая самого человека — чем-то изначально заданным и существующим от природы и на века, а формируется исторически. В своих работах Фуко, освещая такие темы, как история тюрьмы, клиники, психиатрической больницы, история отношения к сексу и регулирующих его норм, доказывает, что эти учреждения и нормы, которые представляются современному человеку чем-то неизменным и естественным, возникли при определённых социальных отношениях и во вполне конкретных структурах распределения власти.
Как утверждал Фуко, объект познания неотделим от формальных рамок, в которых он познаётся и которые Фуко обозначал термином «дискурс». Вместо самых общих идей (например, идеи любви, идеи уголовного права, идеи безумия), инвариантных для самых разных эпох, правильней, по мнению Фуко, говорить о вариациях, характерные признаки которых меняются в зависимости от эпохи. Из этого не следует, что любви или безумия не существует, но познающему субъекту недоступна абсолютно адекватная истина о них: эти объекты доступны познанию лишь через представления, меняющиеся в зависимости от эпохи, и отделить «вещь в себе» от дискурса, в который она заключена, практически невозможно. По словам Фуко, необходимо «выявлять единичность событий, отрешаясь от всякой монотонной целесообразности».
Характеризуя взгляды Фуко, французский археолог и историк, приятель Фуко Поль Вен писал: «Люди любой эпохи, таким образом, пребывают в дискурсе, как в аквариуме, который лишь кажется прозрачным, и не ведают, что представляет собой этот аквариум и даже что он существует. Общепринятые мнимости и дискурсы меняются с течением времени, но в каждую эпоху считаются истинными». Поль Вен отмечал также, что «если большинство философий исходят из отношения философа или людей и Бытия, мира, Бога, то Фуко исходил из того, что разные люди делают, считая это необходимым, и что они говорят, считая это истинным. Или, точнее… он исходил из того, что люди могли делать и говорить в различные эпохи» и что означали, какой смысл заключали в себе те или иные их поступки, высказывания, институты.
Согласно Фуко, истории присущи не эволюционность и поступательность развития мысли, но кумулятивность и скачкообразность; Фуко подчёркивает, что в каждый исторический период и в каждом географическом регионе человеческая мысль характеризуется своеобразием и уникальностью. Исторический подход Фуко отрицает историцизм; эта концепция, присутствующая во всех периодах творчества Фуко, была позаимствована им у его учителя Альтюссера.
Фуко стремился преодолеть презентистское сознание времени, присущее модерну, — сознание, для которого характерно наделение привилегированным статусом современности, выделяемой под давлением проблемы ответственной встречи будущего и нарциссически связывающей себя с прошлым. Выступая против историографии, не способной оторваться от своей исходной ситуации и применяемой для фиктивной стабилизации идентичности, которая в действительности расщеплена, Фуко использует генеалогический метод, основывающийся на поиске не единого происхождения, а случайных начал дискурсивных формаций, на анализе реального многообразия историй происхождения и как следствие — разложении мнимой идентичности историографического субъекта и его современников.
Чего стоило бы познание со всем присущим ему упорством, если бы оно должно было обеспечить всего лишь качественное усвоение знаний и не предполагало бы освобождение — особого рода и в той мере, в какой это возможно, ― от автоматизма сознания того, кто познаёт? В жизни бывают некие моменты, когда необходимо ставить вопрос о том, возможно ли мыслить иначе, чем мы мыслим, и видеть иначе, чем мы видим, если только мы хотим продолжать думать и смотреть. <…> …Что же представляет собой сегодня философия — я хочу сказать, философская деятельность, ― если она не является критической работой мысли над самой собой? Если она не есть попытка узнать на опыте, как и до какого предела можно мыслить иначе вместо того, чтобы заниматься легитимацией того, что мы уже знаем?
Возражая против традиции глобальной историографии, наделяющей историю макросознанием, Фуко предполагал, что такого рода история должна быть расформирована, превращена в многообразие нарративных историй и в плюрализм дискурсов, всплывающих и вновь погружающихся в небытие. Перед критическим историком стоит задача растворения ложных непрерывностей, он не должен выстраивать тех или иных телеологических взаимосвязей, интересоваться масштабными каузальностями, стремиться к синтезам и придерживаться принципов прогресса и эволюции.
Создавая свои исследования, Фуко ставил следующие задачи:
- воссоздать археологию современных знаний о субъекте
- расшифровать генеалогию современной власти и всей современной западной цивилизации
- написать особую онтологию настоящего, которая мыслится областью пересечения других трёх онтологий: онтологии субъекта в его отношении к самому себе, онтологии субъекта в его отношении к другим людям и институтам в поле власти, онтологию субъекта в его отношении к истине в поле знания

Три ключевых для творчества Фуко вопроса сближают его с Кантом:
- Что можно знать?
- Что следует делать?
- Что есть человек?

Согласно одной из трактовок идей Фуко в СССР, сложившейся благодаря работам переводчицы и исследовательницы творчества Фуко Н. Автономовой, в его творчестве выделяют три этапа:
- «археологический» («откапывание» скрытых пластов-эпистем в развитии тех или иных наук)
- «генеалогия власти» (главное внимание в этот период Фуко уделял вопросам политики и технологий управления)
- «период эстетик существования» (центром внимания становятся история субъекта и некоторые практики, ей сопутствующие)

Первый из этих периодов, согласно Н. Автономовой, относится к 1960-м, второй — к 1970-м, третий — к 1980-м годам. В 1960-е годы Фуко разрабатывает концепцию европейской науки на основе «археологии знания», имеющей своим ядром «знание-язык». Все известные теории науки и культуры Фуко относит к «доксологии». В 1970-е годы на первый план в работах Фуко выходит тема «знания-насилия», «знания-власти». В 1980-х в творчестве философа появляется понятие «субъекта» и рассматривается тема сексуальности, а вместе с ней — вопросы этики, морали и свободы.
При этом Н. Автономова не учитывает ранний период творчества Фуко, некоторыми исследователями называемый «доструктуралистским»: к этому периоду относят книгу «Психическая болезнь и личность» (1954), впоследствии изданную под названием «Психическая болезнь и психология», и книгу «История безумия в классическую эпоху» (1961). Кроме того, некоторые исследователи рассматривают «генеалогический» и «эстетический» периоды как единый период, в ходе которого происходило естественное развитие концепций Фуко.
Фуко постоянно находился в творческом поиске. Каждое его произведение, даже если общая линия прослеживается, непохоже на другие и почти не повторяет предыдущее исследование. Порой в некоторых нюансах меняются даже определения основных понятий. Новое произведение — это в самом деле новое произведение. Впрочем, к построению особой системы или упорядочению своего литературно-философского опыта Фуко и не стремился.
В одном из своих интервью Фуко отмечал:

У меня нет ни общей теории, ни надёжного инструментария. И потому я двигаюсь на ощупь, я, как умею, создаю инструменты, предназначенные для выявления разных объектов. То есть объекты в известной степени предопределены тем, насколько хороши или плохи изготовляемые мною инструменты. Они надуманны, если плохи мои инструменты… И я пытаюсь подстраивать свои инструменты под объекты, которые, как я полагаю, открываю, и после этого исправленное орудие выявляет, что объект, который я прежде определил, вовсе не был таковым, и вот так я, спотыкаясь, бреду от книги к книге и говорю это из книги в книгу.

Методологическая установка Фуко заключается лишь в том, чтобы задавать вопрос не «что?», но «как?» — например, вопрос «что такое власть?» заменить вопросом «как она функционирует?». Изучение истории ментальностей Фуко заменяет изучением истории условий, при которых формируются ментальности; истории институтов — историей условий, при которых они формируются; исследование истории субъекта или субъектов заменяет исследованием истории процессов субъективации. По утверждению Делёза, мыслить для Фуко означает проблематизировать. Единственное, чем занимается Фуко, — проблематизация, а проблематизация мысли возникает на основе знания, власти и «Я». А. Макхоул и В. Грейс отмечали, что Фуко не создал ни одной категорической теории, которая представляла бы собой набор чётких и недвусмысленных ответов на те или иные вопросы, но вместо этого обращался к различным типам теоретизирования. По формулировке этих авторов, Фуко — «прежде всего философ, сделавший философию практикой вопрошания, а не поиском сущностей».
Одна из моих целей состоит в том, чтобы показать людям, что большое количество вещей, которые являются частью их ближайшего окружения и которые они полагают универсальными, являются продуктом определённых и весьма конкретных исторических изменений. Все мои исследования направлены против идеи всеобщих необходимостей в человеческом существовании. Они подчёркивают произвольный характер человеческих институтов и показывают нам, каким пространством свободы мы ещё располагаем и каковы те изменения, которые мы ещё можем осуществить.
Особенностью философии Фуко является противостояние любой фетишизации и в философии, и в политике; Фуко упорно противостоял «мифологиям» в любых их проявлениях. При этом постоянное сопротивление фетишам включает в себя и сопротивление самому себе — «заботу о себе» (понятие, характерное для позднего периода творчества Фуко). Любая критическая тенденция может легко стать новой мифологией, и потому её тоже следует подвергнуть критике и деконструкции и ни в коем случае не впадать в самолюбование. По мнению Фуко, никакому общественному строю не присуща заведомая социальная справедливость; власть не может быть ни целью, ни средством установления справедливости, и цель мыслящего человека заключается в «этико-эстетическом» сопротивлении власти. Общество, согласно Фуко, не является органическим целым, опирающимся на те или иные моральные, традиционные или биологические ценности (такие, как семья, закон, общественный договор и т. д.); социально-историческое бытие основывается не на ряде монистических принципов, а представляет собой многообразное целое, которое сочетает нередко противоположные друг другу доминанты, равнозначно сосуществующие друг с другом.
Несмотря на критическую позицию Фуко, его ни в коей мере нельзя назвать приверженцем нигилизма — Фуко занимается не «разрушением» философии, а деконструкцией, стремясь преобразовать философию и очистить её от мифов, от того, что «само собой разумеется» и «основано на здравом смысле» (но при этом на самом деле меняется от эпохи к эпохе, представляя собой выражение тех или иных дискурсов), возражая против отождествления философии с догматическими утверждениями. С этим связано отсутствие систематичности в воззрениях и высказываниях Фуко; он нередко противоречит самому себе и не стремится к однозначным высказываниям. Как отмечает А. В. Дьяков, Фуко «может пользоваться концептами и категориями Платона, стоиков, Юма, Канта, Гегеля, Маркса, Гуссерля и т. д., но это не делает его ни платоником, ни гегельянцем, ни марксистом»; его использование элементов тех или иных философских конструктов часто фрагментарно, в любой момент Фуко может отказаться от них и «откочевать на следующее поле».
Фуко не принадлежал ни к одной философской школе или течению и хотя в значительной мере ориентировался на такие течения, как феноменология, экзистенциализм, марксизм и структурализм, но не признавал своей принадлежности к ним. Он всегда противостоял всяческим авторитетам и не создал ни школы, ни движения, будучи всегда в положении маргинала, излишне бунтарски настроенного для академической среды и, наоборот, слишком академичного для леворадикального движения.
Существует точка зрения, что в своём творчестве Фуко развивал основной фонд идей французского и европейского Просвещения в реалиях западной культуры второй половины XX века. Кроме того, проблема власти, являющейся одним из основных объектов философского анализа у Фуко, сближает Фуко с Франкфуртской школой, которая, однако, не оказала непосредственного влияния на исследовательскую деятельность Фуко: в то время, когда формировались его взгляды, он был не знаком с работами представителей этой школы. По формулировке Т. Маккарти, общим для Фуко и для представителей Франкфуртской школы (М. Хоркхаймера, Ю. Хабермаса и др.) «является то, что суть философского предприятия, критика разума, находит здесь своё продолжение в определённых формах социокультурного анализа, выполняемого с практическим намерением обретения критической дистанции относительно убеждений и практик, которые определяют нашу жизнь и которые считаются рациональными».
Как указывал сам Фуко, ему близки некоторые выводы и методы представителей Франкфуртской школы, но при этом есть и отличия: в частности, Фуко иначе, чем Ю. Хабермас, рассматривает природу власти. Представление Хабермаса о том, что возможно такое состояние коммуникации, когда игры истины будут «циркулировать беспрепятственно, без ограничений и принудительных воздействий», Фуко оценивает как утопическое и подчёркивает, что общество невозможно без отношений власти, определяемых «как стратегии, посредством которых индивидуумы пытаются руководить, определять поведение других». Добиться утопических взаимоотношений невозможно, а следовательно, вместо этого нужно «обеспечить себя правовыми нормами, техниками управления и моралью, этосом, практикой относительно самих себя, которые позволят играть в этих играх власти с возможным минимумом господства».
Имя Фуко традиционно связывают со структурализмом, который ценен был для Фуко, в частности, тем, что позволял ему уйти от тотализирующего мышления. Фуко использовал терминологию и методы структурализма и именно благодаря структурализму стал критиком феноменологии и «антропологии» вообще, но при этом резко негативно относился к «текстуальному изоляционизму» структурализма: характерное для структуралистов утверждение, что мир устроен по законам языка, было ему чуждо. Среди этапов творчества Фуко порой выделяют своего рода «структуралистскую интерлюдию» 1960-х годов (это относится прежде всего к его работам «Слова и вещи» и «Археология знания», благодаря которым его порой ставили в один ряд с ведущими представителями структурализма: Леви-Строссом, Ж. Пиаже, Бартом, А. Греймасом).
В интервью 1966—1967 годов Фуко ещё не возражал против отнесения его к структурализму, после выхода «Истории безумия в классическую эпоху» он утверждал, что при её написании на него сильно повлиял Дюмезиль: «Как и Дюмезиль по отношению к мифам, я попытался обнаружить структурированные нормы опыта, схему которых — с некоторыми модификациями — можно было бы встретить на различных уровнях». Однако начиная с 1968 года Фуко заявляет о своей непричастности к структурализму и утверждает, что сама категория структурализма условна и единства между теми, кого называют «структуралистами», не существует. Основным сходством между представителями «структурализма» является, по Фуко, лишь «общий враг»: классическая рефлексивная философия и философия субъекта. Кроме того, Фуко указывал: «Точка разрыва — это тот момент, когда Леви-Стросс для обществ, а Лакан — для бессознательного показали нам, что смысл, возможно, есть лишь своего рода поверхностный эффект, отсвет, пена, а то, что глубинным образом пронизывает нас, что есть до нас и что нас поддерживает во времени и в пространстве, — это система».
Фуко также часто относят к постструктурализму, возникшему на основе постницшеанского релятивизма, представленного во Франции деятельностью самого Фуко, Делёза, Гваттари, Лиотара. Называют такие отличительные признаки постструктурализма Фуко, как историчность, критическое «возобновление» субъективизма, анализ социального отчуждения и власти.
Значительное влияние на формирование Фуко как философа оказали феноменология и экзистенциализм, однако уже в «Истории безумия в классическую эпоху» он отошёл от феноменологии — эволюция, характерная и для других французских интеллектуалов того времени, которые стали придавать всё меньшее значение непосредственному глубинному опыту индивидов и всё большее значение придавать отношениям вещей между собой. В какой-то мере Фуко ориентировался и на фрейдизм, привлекательный для него своим антифеноменологическим зарядом, а также своим пансексуализмом, позволявшим Фуко показать одержимость западной культуры дискурсом о сексуальности; тем не менее Фуко не был сторонником фрейдовской гипотезы.
Фуко порой называют постмодернистом или предтечей постмодернизма. В частности, Г. Иггерс указывает, что постмодернизм в том виде, как он представлен у Фуко, означает «возможность отсутствия истины вообще» и что, согласно Фуко, «автор не есть субъект, обладающий своей индивидуальностью, способный ясно выражать идеи и обладающий ясными же намерениями»; Иггерс добавляет, что, по мнению Фуко, «интенции автора противоречивы, разнородны и не могут быть интерпретированы. Остаётся только текст, и он может быть интерпретирован множеством способов». Как отмечает Ежи Топольски, историографические работы Фуко (в частности, «История безумия в классическую эпоху») являются постмодернистскими, признаком чего выступает стремление «начинать исследование с центральной темы и обсуждать проблемы, прежде считавшиеся маргинальными; например, изучение болезней, заключённых и тому подобное».
Вопрос философии — это вопрос о том настоящем, которое есть мы сами. Поэтому-то сегодняшняя философия носит целиком политический и целиком исторический характер. Она есть политика, имманентная истории, она есть история, необходимая политике.
Однако некоторые авторы отрицают принадлежность Фуко к постмодернизму, отмечая, что, в отличие от постмодерных «анти-мыслителей», Фуко (по формулировке В. Фурса) не предаётся «свободной игре автореференциальных означающих», а использует тексты «именно как путеводную нить к другим социальным практикам»; представитель Франкфуртской школы Хабермас и Фуко, «всерьёз принимая идею просвещения… воплощают два противостоящих друг другу, но одинаково правомерных варианта положительного переосмысления философской жизни на основе связывания разума с историческим моментом». Критика рациональности, присущая Фуко, отнюдь не делает его иррационалистом: Фуко не отрицает рациональность как таковую, а исследует конкретные формы рациональности во всём их многообразии, присущие столь же конкретным практикам; его генеалогический метод противостоит не самому разуму, но лишь его опасному самодовольству, связанному с недостаточной самокритичностью, с ложными суждениями о своей необходимости и универсальности и с ошибочным приданием трансцендентального статуса тем или иным конкретным допущениям относительно блага и справедливости. Обращаясь к историческому прошлому, Фуко тем не менее критикует и подвергает философской рефлексии именно настоящее в его практическом и дискурсивном проявлениях, причём это не сопряжено с «релятивизмом», с априорным отрицанием универсалий, но, как подчёркивает В. Фурс, «позволяет раскрыть исторический характер любых универсалий разума и тем самым избавиться от мнимых универсалий»; Фуко подвергает критике прежде всего тот статус внеисторической необходимости, которым мы по привычке наделяем универсалии, и его позиция разрушительна отнюдь не для разума как такового, а лишь для догматизма.

## Основные понятия

### Автор
Понятие автора, согласно Фуко, отнюдь не так очевидно, как обычно считается. Автор — это лишь функциональный принцип, а не метафизическая величина, не безусловная константа. Текст можно анализировать как самостоятельный объект, в котором отнюдь не всегда высказывается и выражает себя автор.
Автор представляет собой лишь функцию дискурсов: имя автора выполняет установленную роль по отношению к дискурсам, позволяя классифицировать тексты, группировать их и приводить в определённое отношение между собой. Это позволяет отделить тексты, например, Гиппократа от текстов других авторов. В некоторых видах дискурсов (например, литературоведческих исследованиях) понятие автора традиционно играет большу́ю роль, в отличие от, например, исследований в области физики, и можно говорить, что гуманитарные науки — литературоведение, история, философия и пр. — продуцируют объекты, обозначаемые как «автор», «текст» и др.; будь эти дискурсы иными, они продуцировали бы иные объекты.

### Археология
Археология — это метод, позволяющий раскрыть структуру мышления, определяющую рамки концепций определённой эпохи. Наилучшему достижению цели способствует изучение подлинников документов этого периода.
Археология являет собой вариант строгого анализа дискурса, она исследует его. Археология — это то, что Фуко противопоставил традиционному историческому описанию (истории идей). Поиск поля возможностей того или иного дискурса ведётся археологическим способом, не похожим на привычный исторический или документальный. Дискурсы подвергаются анализу не как совокупность законов, а как практики, всё время образующие объекты, о которых они говорят.

### Архив
Архив — это общая система формирования и преобразования высказываний. Это закон для всего того, что может быть сказано; система, которая управляет появлением высказывания, благодаря которой высказывание приобретает статус единичного события.
При помощи архива всё сказанное сочетается между собой и сохраняется. Архив определяет систему высказываемости «высказывания-события» в его материальном воплощении. Он является системой функционирования «высказывания-вещи» и определяет тип его актуальности.
Архив различает дискурсы в их многообразном существовании.
Язык определяет систему построения возможных предложений. Архив устанавливает особый уровень между языком и тем, что пассивно накапливает произнесённые слова.
Как пишет Фуко в книге «Археология знания», невозможно дать исчерпывающее описание архива. Человек, сколько бы он ни старался, не может описать свой собственный архив.

### Безумие
Представляет собой важнейшее понятие в системе мышления и доказательств Фуко. По мнению Фуко, отношением к безумию проверяется смысл человеческого существования, уровень цивилизованности человека, его способность к самопознанию, к пониманию своего места в культуре, и отношение человека к «безумцу» (как вне себя, так и внутри себя) является мерой человеческой гуманности и уровня его зрелости. В этом отношении вся история человечества предстаёт у Фуко как история безумия.
В теоретическом смысле Фуко всегда интересовали те явления, которые исключают разум: безумие, случайность, феномен исторической непоследовательности (прерывности, дисконтинуитета) — все явления, которые, по его мнению, позволяют обнаружить «инаковость», «другость» в человеке и его истории. Самое яркое и последовательное проявление этой «инаковости» Фуко видел в литературе, в отличие от лишённых этой «инаковости» текстов философского и юридического характера, — особенно в той литературе, которая «нарушает» («подрывает») узаконенные формы дискурса собственным «маркированным» от них отличием, то есть в литературных текстах де Сада, Нерваля, Арто, Ницше.
Внимание Фуко к проблеме безумия — особенность не только его мышления: обострённое внимание к безумию характерно в целом для западного «философствования о человеке» второй половины XX века. Особенно распространено оно было в рамках теоретических представлений постструктуралистов, для которых было очень значимо понятие «Другого» в человеке либо же его собственной по отношению к себе «инаковости» — присутствие в себе, в бессознательном, не раскрытого «другого», что делает человека нетождественным самому себе. Этот «другой» находится на грани или, чаще всего, за пределами «нормы» — психической, социальной, нравственной.
По утверждению Фуко, и «нормальный человек», и «человек безумный» — продукты развития общества, результат его «научных представлений» и юридически оформленных законов. Душевная болезнь для Фуко представляет собой проблему развития культурного сознания, исторический результат формирования представлений о «душе» человека — эти представления в разные исторические периоды были неодинаковы и существенно видоизменялись с конца средневековья вплоть до современности. Грань между нормой и сумасшествием исторически подвижна и предопределяется стереотипными представлениями. В то же время в безумии, по Фуко, содержится проблеск «истины»:

…человек и безумный связаны в современном мире, возможно, даже прочнее, чем в ярких зооморфных метаморфозах, некогда иллюстрированных горящими мельницами Босха: человек и безумный объединены связью неуловимой и взаимной истины; они говорят друг другу эту истину о своей сущности, которая исчезает, когда один говорит о ней другому.

Как утверждает Фуко, проблема безумия связана главным образом не с природными изъянами функции мозга, не с генетическими нарушениями, а с психическим расстройством, обусловленным трудностями приспособления человека к внешним обстоятельствам (иначе говоря, с проблемой социализации личности). По Фуко, безумие — патологическая форма защитного механизма против экзистенциального «беспокойства». В то время как для психически «здорового» человека конфликтная ситуация порождает «опыт двусмысленности», для человека с психической «патологией» она становится неразрешимым противоречием, порождающим «внутренний опыт невыносимой амбивалентности», тотальную дезорганизацию аффективной жизни.
Фуко полагает, что безумие непостижимо с позиций традиционной науки, восходящих к позитивистским представлениям. Та «экзистенциальная реальность», в виде которой психическая болезнь является человеку, её патологический мир недоступны традиционному исторически-психологическому исследованию и не укладываются в рамках привычных объяснений, институализированных в понятийном аппарате традиционной системы доказательств позитивистских представлений.
В то же время Фуко не отрицает возможности получить объективное знание о безумии, но считает, что эта объективность возможна в рамках антропологии, а не психиатрии. Поскольку безумие обычно рассматривается как отчуждение человека от его человеческой сущности, то оно в действительности как раз и указывает на эту сущность. По мысли Фуко, безумие выявляет глубинную сущность человека, его дурные наклонности, выводит наружу злость, агрессию, склонность к насилию или, напротив, страданию. В безумце проявляются те качества личности, что обычно подавляются обществом и рамками культуры, «тёмная» грань человека, существующая в действительности, но тщательно скрываемая и отрицаемая.

### Власть
Фуко выделяет два типа власти: власть-господство и дисциплинарная власть (последняя получает всё большее распространение в Новое время). Если при старом режиме существования власти она была сосредоточена в королевском теле и обладала всеми характерными для него признаками, такими как блеск коронации и казней, то при современном режиме власти она рассеяна по всему социальному пространству и не имеет единого истока, будь то классы, элита или партии, народ или выборные представители народа. Власть анонимна и неуловима, она пронизывает всё общество, распространяясь и на угнетаемых, и на угнетающих.
При этом неверно было бы сделать вывод, что дисциплинарная власть характерна лишь для общества последних веков: напротив, такого рода власть существовала уже в первых монастырях, а в период с XVI по XVIII век возникают разнообразные дисциплинарные практики. И всё же лишь с конца XVIII века дисциплина начинает определять сам режим существования власти, и классические дисциплинарные институты (например, тюрьма, психиатрическая лечебница, больница) окончательно формируются только в начале XIX столетия. Отсутствие королевской власти, согласно Фуко, не означает народного самоуправления: в условиях отсутствия королевской власти власть перераспределяется не от короля к народу, а от единственного центра к многочисленным центрам — дисциплинарным институтам. При этом агентами (но не субъектами) власти, практикующими дисциплину, становятся медики, психиатры-эксперты, организаторы промышленного производства и школьного образования. Власть не принадлежит им, а вписана в сами институты — Фуко подчёркивает, что «важны как раз сами властные отношения, действующие независимо от индивидов, в руках которых сосредоточена государственная власть».
Как отмечает Фуко, к основным функциям власти нового типа относятся надзор, наблюдение, контроль и т. п. Он также утверждает, что власть тесно связана со знанием: «Нет отношения власти без коррелятивного образования поля знания, как нет знания, которое в то же время не предполагает и не образует отношения власти». Власть «выражает себя не через право, а через определённую технику власти, с помощью не закона, а нормы, посредством не наказания, а контроля, и осуществляет себя на таких уровнях и в таких формах, которые выходят за пределы государства и его аппарата». Основными объектами и целями дисциплинарной власти являются тела людей, которые благодаря методичной работе власти над человеческим телом превращаются в «послушные тела». Тело подвергается дрессировке, власть стремится к наилучшему использованию его сил и способностей, повышению его полезности и управляемости.

### Генеалогия
Генеалогия Фуко во многом обязана ницшеанской генеалогии. Обе они открывают множественные истоки нынешней конфигурации практик, точки пересечения этих практик и историческую случайность их современной взаимосвязи, демонстрируя этим, что нынешняя конфигурация — в сущности, далеко не единственно возможная. Также обе генеалогии пытаются открыть «низменные первоистоки» современной конфигурации, показывая то, как она была сформирована подчас с помощью насилия и кровопролития, и анализируя лежавшие в её основании далеко не самые возвышенные мотивы и интересы.
Генеалогия Фуко исследует развитие практик во времени, их пересечения, наложения и взаимосвязи. Иными словами, если археология исследует сам дискурс, то генеалогия — практики этого дискурса.

### Дискурс
У Фуко дискурс — это и то, что создано из совокупностей знаков, и совокупность актов формулировки, ряд предложений или суждений. Дискурс создан совокупностью последовательностей знаков, представляющих собой высказывание; дискурс — это совокупность высказываний, которые подчиняются одной и той же системе формирования. При этом дискурс — не только текст или речь; вернее можно было бы сказать, что он представляет собой текст вместе с той социальной практикой, к которой текст относится и которая предопределяет особенности речевых высказываний.
Дискурс создан ограниченным числом высказываний. Он историчен. Его можно назвать фрагментом истории, её единством и прерывностью. Как отмечал Поль Вен, под дискурсом Фуко подразумевает «наиболее точное, наиболее сжатое описание исторической формации в её чистоте, выявление её максимально индивидуального отличия», дискурс «есть, собственно, то, что не говорится и остаётся подразумеваемым», он «есть та невидимая часть, та немыслимая мысль, в которой обретает самобытность каждое событие истории».

### Дискурсивные практики
Любой объект — например, безумие — может быть исследован на основе материалов дискурсивных практик, которые также называются «речевыми». Вне, независимо или до появления самих практик объект не существует: само возникновение дискурса определённого типа продуцирует соответствующий предмет или понятие.
Дискурсивные практики — это совокупность анонимных исторических правил, устанавливающих условия выполнения функций высказывания в данную эпоху и для данного социального, лингвистического, экономического или географического пространства. Эти правила, или дискурсивные практики, всегда являются определёнными во времени и пространстве.
Дискурсивные практики выполняют ту же функцию, что и эпистема.

### Историчность
Понятие, предложенное Фуко в противоположность традиционному «историзму». По мнению Фуко, каждой эпохе присуща своя история, сразу же и внезапно «открывающаяся» в её начале и так же внезапно «закрывающаяся» в её конце. Для каждой эпохи характерно то, что она ничем не обязана предшествующей и не передаёт никакие свои особенности последующей эпохе: истории свойственна «радикальная прерывность».

### Недискурсивныепрактики
Излюбленный термин комментаторов Фуко, но редко встречающийся у самого автора.

### Эпистема
Эпистема — это исторически изменяющаяся структура, которая определяет условия возможности мнений, теорий или наук в каждый исторический период; структура мышления, выражающая образ мыслей, присущий определённой исторической эпохе, и формирующая надындивидуальный порядок: фундаментальные языковые коды, схемы восприятия, иерархии практик. Эпистема представляет собой исторически обусловленное культурно-когнитивное априори, совокупность правил и отношений в конкретных месте и времени, формирующих условия существования исторических форм культуры и знания. Она включает набор дискурсивных практик, создающих аппарат производства знания.
По мнению Фуко, истина всегда относительна и прямо зависит от мировоззрения человека. Фуко отказывается от понятия абсолютной истины, так как наш образ мыслей зависит от окружающих обстоятельств, исторически обусловлен — иными словами, ограничен тем или иным набором эпистем.
Фуко вводит различение между знанием и познанием (фр. savoir и connaissance, англ. knowledge и knowing); уровень эпистемы (знание) предшествует научным дискурсам (познание) и, следовательно, делает возможным их существование: введённая Фуко «археология» изучает не поверхностные изменения, а глубинные события. Эпистема не является совокупностью знаний или особенностями исследований какой-либо эпохи; она не обладает универсальной значимостью, а, напротив, строго ограничена изучаемыми дискурсами.
Лежащие в основе эпистемы скрытые структуры определяют порядок воплощения «вещей» в «словах»; структуры дискурсивных практик различаются в зависимости от уровня организации мышления или культуры. Важными свойствами эпистемы являются связь между её элементами и синхрония. Составляя систему невидимых правил, эпистема не только определяет «порядок среди вещей», но и позволяет объяснить появление тех или иных форм знания в тот или иной исторический период.
Фуко выделял в Новом времени три эпистемы: возрожденческую (Ренессанс, XVI век), классическую (XVII—XVIII века) и современную (с рубежа XVIII—XIX веков до настоящего времени). Поскольку история дискурсов не является историей линейных и прогрессивных изменений, то переход от одной эпистемы к другой происходит через разрывы и прерывности, хотя механизм перехода остаётся неясным; изменения структур не управляются: Фуко говорит о «загадочном глубинном событии». Та или иная научная дисциплина оказывается ближе к другим наукам в рамках эпистемы, чем к той дисциплине, которую она сменяет или которой предшествует.

### Эстетика существования
Эстетика существования, или «эстетизация субъекта», — понятие, которое Мишель Фуко разрабатывал в своих поздних философских работах. Под эстетизацией он понимал стремление к «преобразованию самого себя». Подробнее об эстетике существования Фуко рассказывает в интервью Алессандро Фонтано для издания Panorama в 1984 году.

## Основные сочинения

### «История безумия в классическую эпоху» (1961)
«Историю безумия в классическую эпоху» (Histoire de la folie à l’âge classique, 1961) Фуко написал в тот период, когда он был директором «Французского дома» в Швеции. Первое издание книги вышло под названием «Безумие и неразумие. История безумия в классическую эпоху» в парижском издательстве Plon в мае 1961 года. Книга дала значительный импульс развитию антипсихиатрического движения и появлению критических настроений в отношении психиатрии, сразу став предметом внимания ведущих британских антипсихиатров — Рональда Лэйнга и Дэвида Купера. Английский перевод её сокращённого варианта, выпущенного на французском языке в 1964 году в карманном формате, появился в 1965 году под названием «Безумие и цивилизация: История сумасшествия в век разума» с предисловием Купера в серии «Исследования по экзистенциализму и феноменологии», составителем которой был Лэйнг.

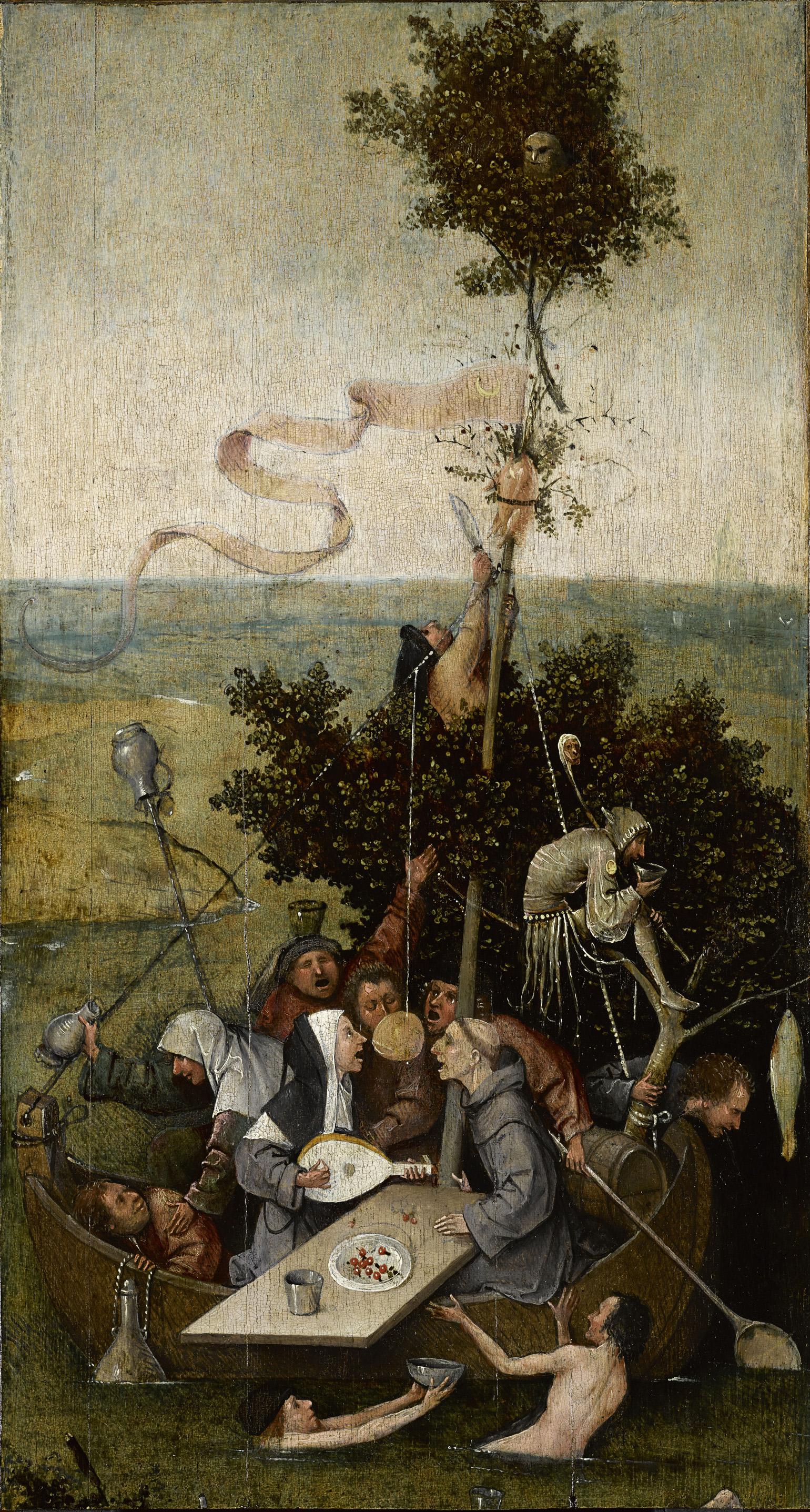
Картина Иеронима Босха «Корабль дураков» (1495—1500)

В своей книге Фуко на обширном документальном материале исследует социальные процессы и культурный контекст, в рамках которых происходило возникновение и становление психиатрии, в частности формирование учреждений, явившихся непосредственными историческими предшественниками современных психиатрических больниц. Фуко подвергает анализу социальные представления, идеи, практики, институты, искусство и литературу, существовавшие в западной истории и имевшие отношение к формированию в ней понятия безумия.
Фуко начинает повествование с истории средневековья, сосредотачивая своё внимание на социальной и физической изоляции прокажённых. Как указывает Фуко, к концу средних веков в Западной Европе исчезла проказа, которая воспринималась в качестве наказания человеку за его грехи, и в возникшем вакууме системы моральных суждений место проказы заняло безумие. Во время Возрождения безумные обычно вели бродячий образ жизни и не подвергались особым запретам; их изгоняли из городов, но в сельской местности они могли странствовать свободно. Согласно взглядам того времени, «подобное излечивалось себе подобным», и так как безумие, море, вода считались проявлением стихии изменчивости и непостоянства, то как лечение предлагалось «путешествие по воде» — отсюда знаменитые «корабли дураков».
Однако в XVII веке, когда возникло представление о государстве как защитнике и хранителе всеобщего благосостояния, безумие, бедность, трудовая незанятость и нетрудоспособность больных и престарелых людей начали восприниматься как социальная проблема, ответственность за которую несёт государство. С 1659 года началось время, по формулировке Фуко, «великого заключения»: психически ненормальных стали подвергать социальной сегрегации и «территориально изолировать» из пространства обитания «нормальных людей», регулярно исключать из общества и общественной жизни. По мнению Фуко, в значительной мере это было связано с тем, что во второй половине XVII века стала проявляться общая для европейской культуры «социальная чувствительность»: «Восприимчивость к бедности и ощущение долга помочь ей, новые формы реакции на проблемы незанятости и праздности, новая этика труда».
В итоге в самых разных европейских странах были созданы «дома призрения» — иными словами, «исправительные дома», куда помещали нищих, бродяг, больных, безработных, преступников и сумасшедших. Целью этого широкомасштабного полицейского мероприятия было искоренить нищенство и праздность как источник социального беспорядка. Согласно новым представлениям, главным грехом уже являлись не гордость и высокомерие, а лень и безделье — поэтому заключённые обязаны были работать, ведь труд теперь рассматривался как главное средство нравственного исправления.

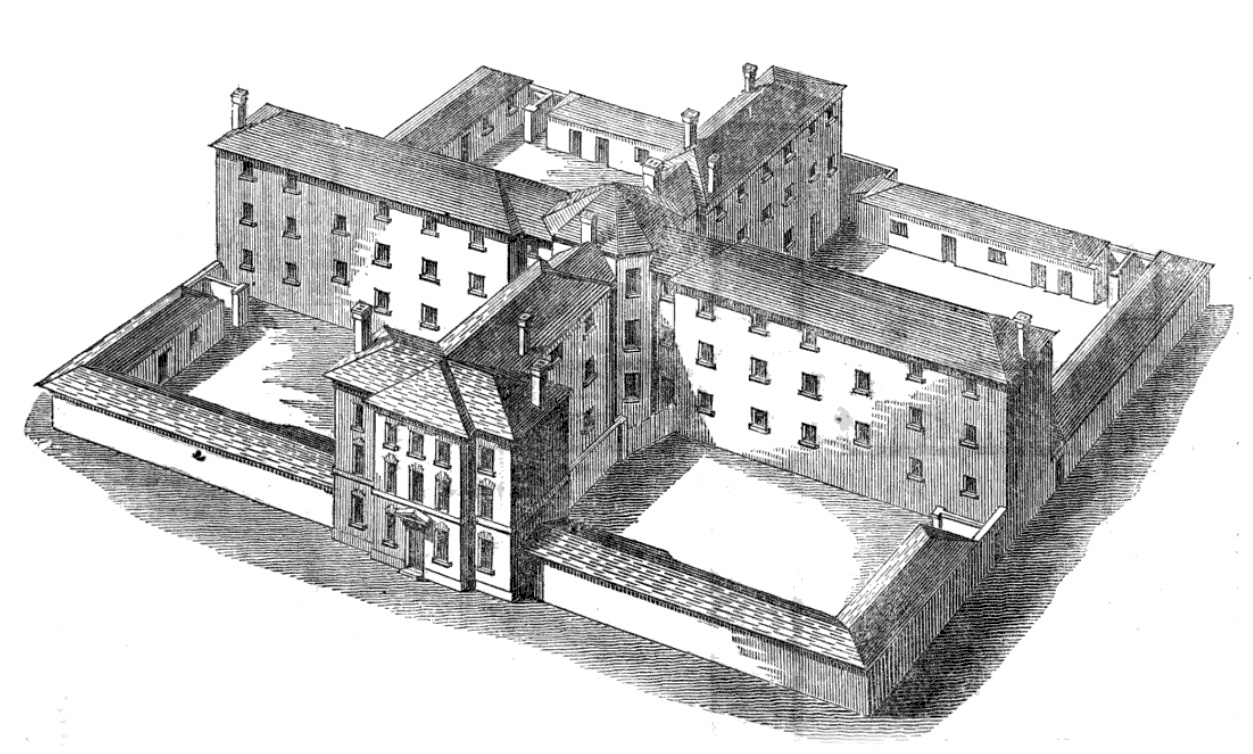
Внешний вид здания работного дома в Англии

В результате благодаря формированию определённой сферы человеческого опыта, где сблизились явления, прежде отделённые друг от друга (безумие и другие предосудительные формы поведения), безумие пребывает теперь по соседству с грехом. Благодаря этому соседству оно окружается ореолом виновности, который сохраняется в психиатрическом дискурсе и в Новейшее время: безумие остаётся сопряжено с грехом, только теперь эта связь переживается не социально, но как личная участь человека, страдающего психическим заболеванием.
К концу XVIII века стала ясна неэффективность «исправительных домов» и в отношении сумасшедших, и в отношении безработных: создание этих учреждений лишь повышало количество безработных, сумасшедших же не знали, куда помещать — в тюрьму, больницу либо оставлять на попечении семьи. Поэтому «дома призрения» полностью исчезли в начале XIX века. Произошла кардинальная реформа, в результате которой больные и сумасшедшие были разделены и возникли психиатрические больницы. Традиционно этот этап расценивается как «освобождение» психически больных, Фуко же доказывает, что вместо грубого физического подавления пациента стали применяться надзор и «авторитарный суд» администрации, тщательно разработанная система поощрения и наказания, как при воспитании детей. В связи с этим Фуко отмечает:
Лечебница эпохи позитивизма, заслуга создания которой приписывается Пинелю, — это не пространство свободы, где наблюдают больных, ставят им диагноз и проводят терапию; это пространство правосудия, где человека обвиняют, судят и выносят ему приговор и где освобождение достигается лишь через перенос судебного процесса в глубины собственной психологии, то есть через раскаяние. В лечебнице безумие будет наказано — пусть даже вне лечебницы оно признано невиновным. Отныне безумие надолго, во всяком случае, до наших дней, заточено в тюрьму морали.

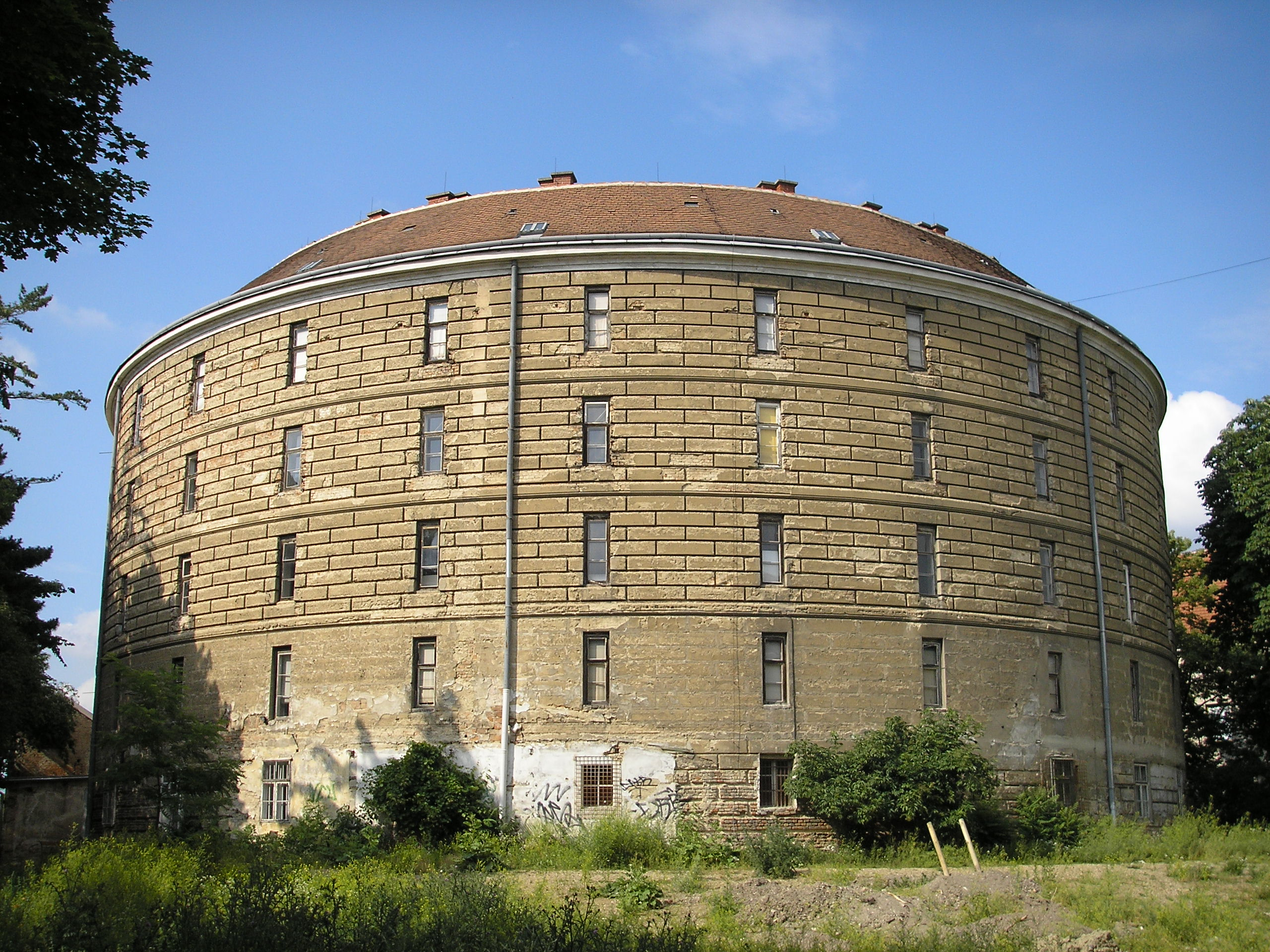
Венский Narrenturm, одно из первых зданий, спроектированных специально для содержания душевнобольных (дата основания — 1784 год)

Фактически ничем не отличаясь от тюрем, данные учреждения также были предназначены для изоляции, однако их пенитенциарное предназначение не становилось предметом внимания, поскольку они назывались больницами. Говоря о периоде их появления, профессор Оклендского университета Джон Рид резюмировал выводы Мишеля Фуко и выделил три функции этих больниц:
- экономическую — принуждение обитателей больниц к труду за мизерную часть от существующих расценок;
- политическую — осуществляемое под видом помощи неимущим и больным устранение неугодных для предотвращения бунтов безработных;
- моралистическую — укрепление морали, требующей трудиться и повиноваться власть имущим[48].

Фуко также показывает, что Разум заставил безумие умолкнуть и лишил его возможности оспаривать социальные нормы и апеллировать к истине. Фуко исследует происхождение медицинских и социальных практик обращения с безумными, которые получили развитие благодаря Филиппу Пинелю и Сэмюелю Тьюку. По утверждению Фуко, эти новые практики не менее, чем предыдущие методы, фактически использовались в целях контроля. Практики обращения с сумасшедшими, которым положил начало Пинель, повлекли за собой широкое применение таких методов, как аверсивная терапия, холодные души, смирительная рубашка. На взгляд Фуко, в основе данных практик лежала грубая сила, неизменно применяемая до тех пор, пока пациент не усваивал социальные нормы и принципы, за нарушение которых и последовало наказание.
Итак, согласно Фуко, феномен психической болезни, существующий наряду с болезнями тела, возник отнюдь не как результат развития медицины, но вследствие социальных обстоятельств, которые привели к возникновению психической болезни как самостоятельной категории, а медицина только закрепила в системе своих понятий отношение к умопомешательству, сформировавшееся в обществе. Фигура врача воплощает собой разум классической эпохи, который подчиняет себе всё иррациональное и неразумное, а понятие психической болезни означает лишь то, что поведение человека не соответствует общественным нормам; психическая болезнь — социальное понятие, но отнюдь не явление общей патологии или психопатологии.
Интерес Фуко к психиатрии не ограничивался рассмотрением её исторических и теоретических вопросов. Фуко принимал участие в конкретных действиях по преобразованию системы психиатрической помощи. В частности, в 1971 году Фуко примкнул к группе итальянских психиатров, сделавших психиатрические больницы предметом критики и полемики, и написал статью для сборника Crimini di pace («Беспорядки»), чтобы поддержать Ф. Базалью, столкнувшегося с итальянским правосудием.

### «Рождение клиники: Археология врачебного взгляда» (1963)
В книге «Рождение клиники: Археология врачебного взгляда» (Naissance de la clinique: une archéologie du regard médical, 1963) Фуко прослеживает возникновение клинической медицины в период Великой французской революции. Появление клиник коренным образом меняет подход врача к объекту лечения. Уже в это время клиника стала выполнять такую важнейшую для неё функцию, как контроль над телом и сознанием индивида со стороны власти. Фуко подчёркивает, что медицина лишилась способности слушать пациента, а взамен выработала методы «объективного» наблюдения за процессом болезни в его теле. Место говорящего пациента заняло безмолвное тело, труп; «слушающая» медицина сменилась «наблюдающей». Врач теперь предпочитает лечить отдельные органы пациента, а не человека в целом.
Язык медицинских трактатов в XVIII и в XIX веке различен. Медицинское мышление XVIII столетия было классификаторским и следовало за общей приверженностью естественных наук к Проекту Универсальной Таблицы, а методом медицинского теоретизирования была нозография. Центральным объектом являлась болезнь. Ей следовало дать имя и расположить в общей таблице, рядом с другими болезнями. Иными словами, классифицировать.
Причины, по которым на рубеже XVIII—XIX веков возникает клиника как особое медицинское учреждение, — в осознанно поставленной общегосударственной задаче охраны общественного здоровья, в необходимости контроля за работой врачей, разоблачения шарлатанства, защиты законом потерпевших, изменении социального статуса пациента и др. В результате происходит перестройка самого «пространства» болезни: лечение пациента — теперь уже не столько дело семьи, сколько задача на уровне всего общества.
Болезнь абстрагировалась от самого индивида. Максимально приемлемой средой для её медицинского изучения была семья. К тому же пребывание больного индивида в семейном кругу снимало с общества дополнительную нагрузку и необходимость заботиться о нём. Однако со временем общество прониклось убеждением о необходимости самого широкого распространения медицинских знаний. Когда стало понятно, что классификаторскому образу мышления не справиться с феноменом эпидемических заболеваний, появилась необходимость в статистическом стиле мышления.
Клиника становится областью научного знания, формирующегося на основе метода непосредственного наблюдения за болезнью. Объектом изучения оказывается больной, то есть тело, в котором присутствует болезнь. Благодаря проведению вскрытий развивается патологическая анатомия. Тело рассматривается как состоящее не только из органов, но ещё и из тканей, в которых могут проявляться отклонения. Болезнь становится патологией.
Меняется и отношение к смерти. Смерть — это уже не разложение живого организма, но анализ, позволяющий узнавать о жизни. Отношение к последней тоже трансформировалось. Жизнь не является формой организма, в противоположность прежнему мнению, но организм оказывается видимой формой жизни.
Первые десятилетия XIX века становятся временем заката «медицины болезней» и рождением «медицины патологических реакций». Клиническая медицина приводит западную науку к новому объекту, а именно — к человеческому индивиду.

### «Слова и вещи» (1966)
Название этой работы в оригинале — Les Mots et les Choses. Une archéologie des sciences humaines (на английском языке работа была опубликована под названием The Order of Things). «Слова и вещи» — это одна из самых трудных и неоднозначных работ французского мыслителя. В процессе её написания у Фуко уже сложился план книги «Археология знания». Поэтому одновременно с основной задачей книги демонстрируется и сам археологический метод.
Главной же задачей Фуко является рассмотрение того сдвига в истории западного знания, который вызвал к жизни современную форму мышления, являющуюся в первую очередь мышлением о человеке. Эта область предшествует словам, восприятиям и жестам. Это эпистемологическое поле, эпистема, которая обладает историчностью. Исследовать эту область и способы её бытия — означает исследовать некоторое историческое априори, обуславливающее историю идей, историю тех или иных форм эмпирического знания. Ставится вопрос о возникновении в западной культуре XIX века вполне конкретной формы мышления, которая характерна для гуманитарных наук.
Археология наблюдает за «чистой практикой порядка» (упорядочивания вещей). Эта практика разворачивается в глубинном измерении знания. А знание, в определении Фуко, представляет собой исторически подвижную систему упорядочивания вещей через их соотнесение со словами.
Отдельно Фуко обозначает три эпистемы, три исторически различных конфигурации знания:
1. Ренессансная (XVI век) — эпистема сходства и подобия, когда язык ещё не стал независимой системой знаков. Он словно бы рассеян среди природных вещей. Он смешивается и переплетается с ними.
2. Классическая (XVII—XVIII века) — эпистема представления. Язык превращается в автономную систему знаков и почти совпадает с самим мышлением и знанием. В этой связи именно всеобщая грамматика языка даёт ключ к пониманию не только других наук, но и культуры в целом.
3. Современная (с начала XIX века) — эпистема систем и организаций. Возникают новые науки, не имеющие ничего общего с ранее существовавшими. Язык оказывается обычным объектом познания. Он превращается в строгую систему формальных элементов, замыкается на самом себе, развёртывая уже свою собственную историю, становясь вместилищем традиций и склада мышления.

История является специфической областью знания, внешней для гуманитарных наук и более древней, чем они. В XIX веке история прекращает быть хроникой событий и деяний индивидов и превращается в изучение общих законов развития.
...Человек исчезнет, как исчезает лицо, начертанное на прибрежном песке. Мишель Фуко.
Человек — это недавнее изобретение западной культуры, это образ, созданный современным познанием, он не более чем некий разрыв в порядке вещей. Фуко выдвигает гипотезу, согласно которой образ человека в современном знании очерчивается тремя разновидностями эмпирических объектов: Жизнь, Труд и Язык. Таким образом, конечность человека определена и ограничена биологией его тела, экономическими механизмами труда и языковыми механизмами общения. Неустойчивость нынешнего образа человека вызвана тем, что неустойчивыми являются и образующие его позитивности — труд, жизнь и язык. Науки, изучающие человека, находятся в полной зависимости от наук, изучающих указанные три предмета. Формы познания, которые к ним обращаются, тоже обладают качеством неустойчивости. Перед человеческим познанием встают и более древние и постоянные проблемы, нежели человек. Очередной сдвиг в пространстве знания освободит культуру от известного нам образа человека.

### «Археология знания» (1969)
«Археология знания» (L’Archéologie du savoir) представляет собой теоретический комментарий к вышедшим прежде работам «археологического периода». В этой книге и в последующих работах место понятия «эпистема» занимают уже «дискурс» и «дискурсивные практики». Анализ дискурсивных практик позволяет покончить с традиционным психологизмом, который присутствует в широко распространённых исследованиях текстов.
Фуко ставит под вопрос и такие понятийные единства, как «наука» и «философия», «литература» и «политика», а также «книга», «произведение», «автор».
Целью «Археологии знания», по утверждению самого Фуко, является, кроме того, желание описать отношения между высказываниями: описать высказывания в поле дискурса и те отношения, которые они могут устанавливать. Помимо этого — и, возможно, главным образом, — книга призвана прояснить те вопросы, что возникли при прочтении «Слов и вещей». Самый важный из них — вопрос о том, как одна эпистема приходит на смену другой. Эта проблематика фиксируется в понятии «прерывность».
Прерывность является результатом самоописания, в процессе ей придаются всё новые спецификации. Это понятие парадоксальное, поскольку оно одновременно выступает и в роли инструмента анализа, и в роли объекта исследования.
По словам Фуко, классический исторический анализ всячески стремился избегать темы прерывности и строил образ непрерывной истории. В истории мы не находим достаточной непрерывности преданий — напротив, мы наблюдаем смещения и трансформации. Фуко рассматривает понятие «архива» как системы формации и трансформации высказываний, определяющей их функционирование и сочетание. Архив содержит в себе закон функционирования высказываний («историческое априори») и ограниченное поле высказываний («позитивность»).
Историческим априори называется совокупность правил, характеризующих дискурсивную практику. Историческое априори — это совокупность условий, которые делают позитивность возможной на уровне реальности высказываний, а не на уровне истинности суждений.
Фуко критикует классический подход к истории. Он вводит понятия глобальной (собирающей все феномены вокруг единого центра) и тотальной (разворачивающейся в виде рассеивания) истории, чтобы показать различия между классической и современной исторической наукой. Самое главное различие между ними заключается в отношении к проблеме документа. Для классической истории документ — это умолкший язык. Для современной традиции документ — это некое пространство, которое открыто для освоения. Сам по себе документ уже не является свидетелем прошлого. Таковым раньше его делала история.
Между археологией знания и традиционной историей идей существует как минимум четыре различия:
1. В представлении о новизне.
2. В анализе противоречий.
3. В сравнительных описаниях.
4. В ориентации трансформаций.

Фуко видит назначение археологии знания в новом способе анализа дискурса.
Археология знания основывается на четырёх принципах.
1. Археология рассматривает дискурс не как документ, а как памятник; не как знак другой вещи, а как вещь в её собственном объёме.
2. Археология стремится определить дискурс в самой его специфичности и показать, в чём именно заключается игра правил, которые он использует.
3. Археология стремится к определению типов и правил дискурсивной практики, пронизывающих индивидуальные произведения. Она чужда инстанции создающего субъекта в качестве причины возникновения и бытия произведения.
4. Археология не обращена к истоку дискурса, она даёт систематическое описание дискурса-объекта.

### «Надзирать и наказывать» (1975)
В оригинале эта работа называется Surveiller et punir: Naissance de la prison (на английском языке вышла под названием Discipline and Punish: The Birth of the Prison). Одной из основных идей данного произведения стала эволюция политических технологий западного общества при переходе от эпохи феодализма к современности.

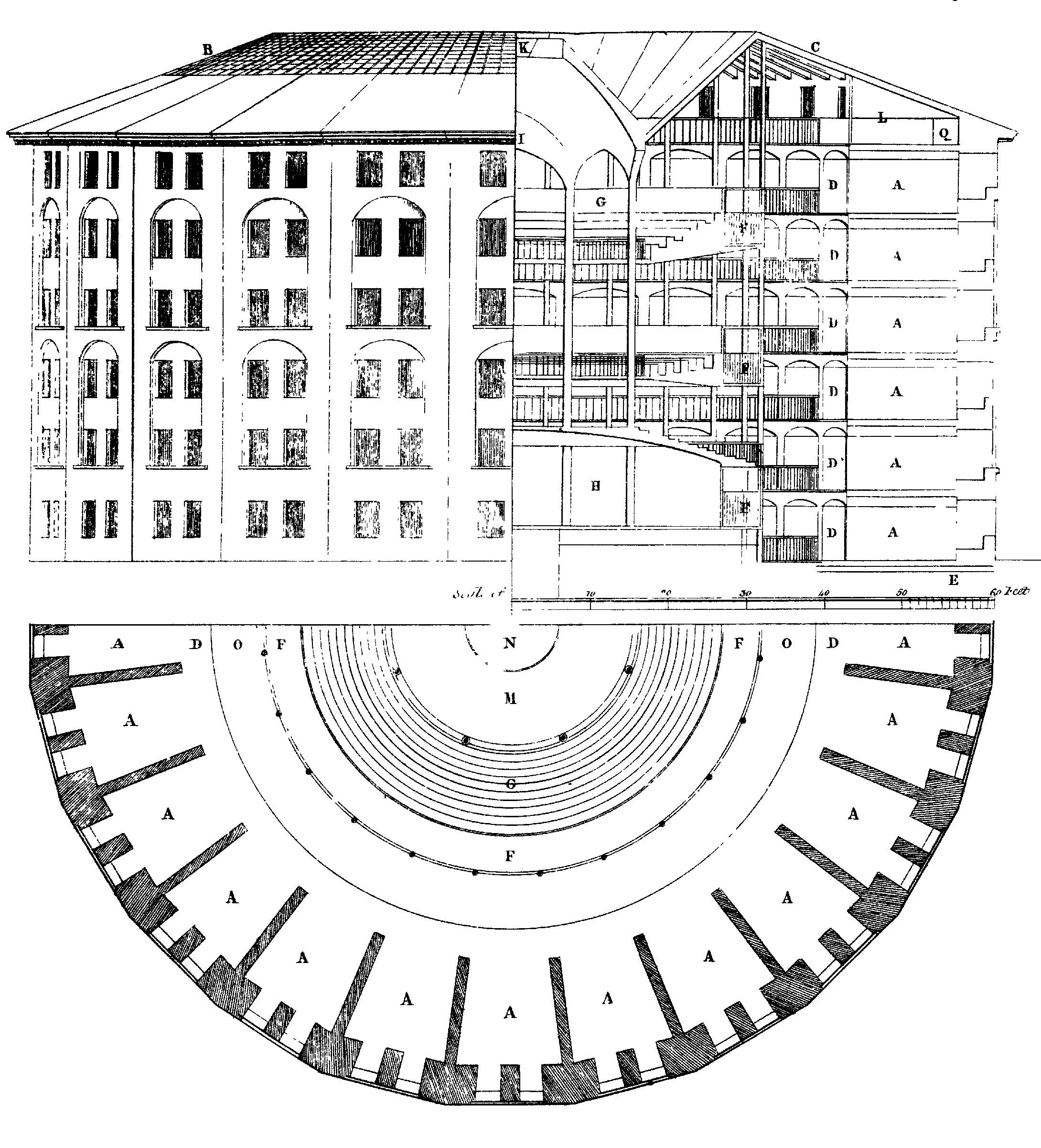
Паноптикон. Чертёж Иеремии Бентама 1791 года. В философии Фуко понятие паноптикума тесно связано с концептом дисциплинарной власти

Ещё в середине XVIII века для власти была характерна чудовищная жестокость, но уже в тридцатые годы XIX века она стала более мягкой и гуманистичной. Если прежде преступников предавали публичным казням или подвергали пыткам, то позже их стали помещать под тщательный тюремный надзор, исключающий всякое насилие над телом. Таким образом, изменилась сама социальная природа наказания. Сформировалось новое представление о субъекте преступления, сложилось рационально-расчётливое отношение к человеческому телу.
Субъектом преступления перестаёт быть тело преступника, им становится его душа. Распространяется тезис о терпимости к подсудимому и о большей нетерпимости к преступлению. Для предотвращения преступлений предлагается распространять в сознании граждан представление о неотвратимости наказаний, рассматривается необходимость массовой профилактики преступлений.
С появлением гильотины сцены казни утратили свою зрелищность, но приобрели рационально-дидактический смысл. Утратив былую театральность, казни преступников должны были стать уроком для остальных граждан.
Главным и практически единственным наказанием за все уголовные преступления начинает быть тюрьма. Она становится в один ряд с такими дисциплинирующими механизмами, как больница, школа, мануфактура, казарма, и при этом соединяет в себе признаки каждого из них. Тюрьма оказывается пространством принудительной нормализации индивидов.
Одновременно с этим активно эксплуатируется модель монастырской дисциплины. Заводы, казармы, тюрьмы и работные дома функционируют подобно закрытому монастырю. Извлечение пользы достигается созданием огороженных пространств. С целью предупредить возможные протесты наряду с огораживанием применяется методика отгораживания. Каждому индивиду отводится его собственное место.
Возникает практика экзаменаций, отчётов о проделанной работе и строгого следования временному регламенту.
Появляется такое понятие, как «паноптизм». Этот принцип наиболее очевидно был представлен в знаменитом проекте тюрьмы-паноптикона (паноптикума) Иеремии Бентама. Паноптикум придаёт социальной реальности свойство прозрачности, но сама власть при этом становится невидимой.

### «История сексуальности» (1976—1984)
Оригинальное название — Histoire de la sexualité.

#### «Воля к знанию», том I (1976)
В этом произведении Фуко решает показать, каким образом в западном обществе формируются особый исторический опыт сексуальности и субъект — носитель этого опыта. Кроме того, автор уделяет внимание анализу политических технологий на их глубинном, доинституциональном уровне. Таким образом, «Волю к знанию» можно назвать продолжением «Порядка дискурса», «Рождения тюрьмы» и курса лекций под общим названием «Ненормальные», прочитанных Фуко в Коллеж де Франс в 1974—1975 учебном году.
В данной работе французский мыслитель в законченном виде излагает свою «микрофизическую теорию власти». В его интерпретации власть оказывается некоей диффузной материей, которая совпадает с областью человеческих отношений. Власть в современную эпоху стремится максимально сконцентрироваться вокруг живого человеческого тела и создать таким образом особый диспозитив сексуальности. Власть продуктивна, она сама создаёт сексуальность. Поэтому можно утверждать, что власть и сексуальность не противостоят друг другу. Главной функцией власти является нормализация общества.
Совокупность дискурсов о сексе сложилась достаточно давно. Прежде она была представлена средневековыми практиками покаяния.
Начиная с XIX века широко распространяются медицина и психиатрия. Вслед за этим увеличивается и количество дискурсов о сексе. Диспозитив сексуальности приходит на смену средневековому диспозитиву супружества. Местом, где и осуществляется эта смена, является буржуазная семья.
Секс оказывается иллюзией, особым спекулятивным элементом, порождённым современным политическим диспозитивом сексуальности.

#### «Использование удовольствий», том II (1984)
По своему содержанию и характеру исследования второй том уже значительно отличается от предыдущей работы. Субъекту сексуальности предшествует субъект желающий, и второй том исследования Фуко посвящает именно ему. Он обращается к анализу практик, которыми руководствовались в античном обществе те, кто проблематизировал своё сексуальное поведение посредством этических размышлений.
В античную эпоху существовал опыт отношения к собственному телу (диететика), отношения к супруге (экономика), отношения к мальчикам (эротика), отношения к истине (философия).
Вводится понятие «ta aphrodisia» — как античная идея сексуальности, которая была проблематизирована через практики себя. Эти практики приводили в действие критерии неких эстетик существования, посредством которых человек способен был строить свою жизнь как произведение.

#### «Забота о себе», том III (1984)
В данном томе речь идёт о медицинской проблематизации сексуального поведения в античности. Главной целью этой проблематизации было определение режима пользования удовольствиями.
По утверждению Фуко, античная эпоха уделяла гораздо более пристальное внимание диететике, еда и питьё по важности превосходили секс. Режимы сексуальных удовольствий ещё не имели того значения, которое они приобрели в западном мире. И только первые века нашей эры оказались отмечены усилением темы строгости во всех отраслях этики сексуальных удовольствий, а этическим идеалом становится практика самоотречения.

#### «Признания плоти», том IV (2018)
Это последняя работа Мишеля Фуко, завершённая им вчерне незадолго до своей смерти и опубликованная на языке оригинала только в 2018 году. «Признания плоти» продолжили задуманный и начатый проект «История сексуальности» в качестве четвёртого тома. Ещё в феврале — марте 1980 года Фуко представил в Коллеж де Франс серию конкретных и документированных исторических исследований, касающихся христианских обязательств истины в рамках подготовки к крещению, обрядов покаяния и духовного руководства II—IV веков нашей эры, никак не оговорив при этом, что они являются частью «Истории сексуальности».
В «Признаниях плоти» рассматривается опыт плоти в первые века христианства и та роль, которую играли в нём герменевтика и очистительная расшифровка желания. В данном томе круг прежних интересов Фуко выходит далеко за рамки «только половых отношений между людьми», которые так или иначе описывались во всех предыдущих томах, и к их осмыслению в античности прибавляется христианская культура Запада, о которой больше всего пойдёт речь.
В «Признаниях плоти» будут анализироваться разработка вопросов плоти в трудах восточных и западных Отцов Церкви II—V веков, формирование в тот же период монашеских и аскетических практик, связанных с телом, плотью и полом, христианская регламентация супружеских отношений и, шире, эволюция христианской концепции брака.

## Оценки
По мнению французского социолога, философа и политического публициста Пьера Бурдьё, философия Фуко представляет собой «долгое исследование трансгрессии, выхода за социальные ограничения, всегда неразрывно связанные со знанием и властью»; Бурдьё заявлял, что забота о строгости и отказ от оппортунизма как в знании, так и в практике, как в техниках жизни, так и в политических пристрастиях «делают Фуко незаменимой фигурой».
Французский лингвист, мифолог и филолог-компаративист Жорж Дюмезиль писал:

Интеллектуальные интересы Фуко буквально не знали никаких границ, даже софистических. Он направлял свой взор на те области жизни, где традиционные различия между душой и телом, между инстинктом и идеей кажутся абсурдными: безумие, сексуальность и преступление… Мышление с бесчисленными фокусами, с движущимися зеркалами, где всякое суждение немедленно удваивалось своей противоположностью, не подвергаясь уничтожению или изгнанию.

Французский социолог Робер Кастель указывал, что «Фуко, не будучи социологом, сделал с помощью своих работ значительный вклад (которому многие социологи могли бы только позавидовать) в анализ многих важнейших форм социального исключения, по-прежнему присутствующих в современных обществах». Анализ истории этих форм социального исключения, осуществлённый Фуко, оказался более плодотворным, чем обычный эмпирический подход к анализу этих социальных практик, и убедительно показывает, что «воля к излечиванию, как и право наказывать, сегодня все еще опираются на дошедшие до нас из далекого прошлого разграничения между безумием и разумом, преступлением и наказанием». Как подчёркивает Кастель, Фуко «задал магистральное направление» для подхода «к социологии настоящего на основе проблематизации прошлого», и в этом направлении за Фуко можно следовать, не обязательно ему во всём подражая.

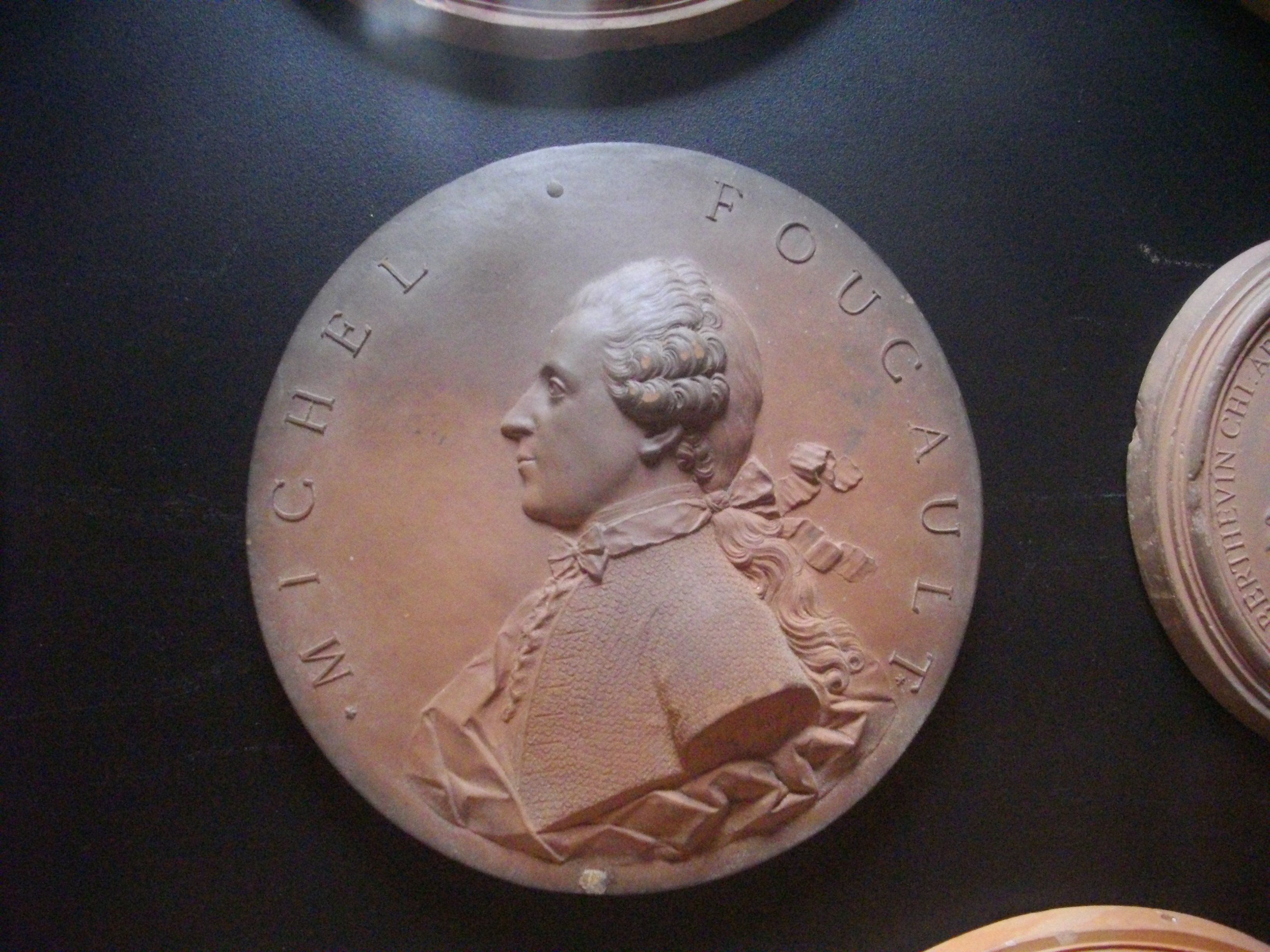
Замок Шомон-сюр-Луар (департамент Луар и Шер, Франция), комната Короля: медальон, на котором изображён Мишель Фуко

Французский археолог и историк античности Поль Вен называл Фуко «совершенным историком» и отмечал, что «историография обретает у Фуко последнюю завершённость». По утверждению Вена,

Никто и не сомневался, что этот философ является одним из крупнейших историков нашего времени, — но, возможно, перед нами нечто большее: научная революция, вокруг которой бродили все прочие историки. Все мы теперь позитивисты, номиналисты, плюралисты и враги всяческих «измов» — но только он, Фуко, смог стать всем этим до конца. Он — первый законченный позитивист-историограф.

Французский социолог, культуролог и философ Жан Бодрийяр полагал, что «дискурс Фуко — зеркало тех стратегий власти, которые он описывает», этот дискурс «обладает не большей истиной, чем любой другой», но сила его заключается в анализе, очень тонко раскрывающем грани своего объекта, «с тактильной и в то же время тактической точностью, где аналитическая сила поддерживается силой соблазна и сам язык производит новые виды власти»; сама композиция работ Фуко демонстрирует «генеративную спираль власти — уже не деспотичное построение, но непрерывное разветвление, свёртывание, строфу, развёртывающуюся всё шире и строже, без истока (и катастрофы)». Как считал Бодрийяр, дискурс Фуко — это «мифический дискурс», а не дискурс истины.
Согласно мнению голландского философа, автора исследований по современной историографии и философии истории Франклина Р. Анкерсмита, Фуко — лучший и самый последовательный из историков XX века; его способность к отчуждению прошлого является «источником всей мудрости исторического письма и теории». Особенно высоко Анкерсмит оценивает книгу «Слова и вещи», которая, по его мнению, «настолько оригинальна, широкомасштабна, непредсказуема и калейдоскопична», что вряд ли «какая-либо другая книга, написанная в XX веке, могла бы превзойти мастерство Фуко».
Как утверждал американский историк и литературный критик Хейден Уайт, то, чем занимался Фуко, есть «контр-история», поскольку «его концепция археологии и генеалогии призывает нас пересмотреть традиционные, конвенциональные допущения исторического исследования». По формулировке Уайта, книга «История безумия в классическую эпоху» учит, в частности, пониманию, что «невозможно концептуализировать здравый рассудок, одновременно не концептуализировав безумие». При в целом позитивной оценке Уайтом философского наследия Фуко есть одна особенность, которая Уайту у Фуко не нравится: это способ генерализации концепта власти — «власть настолько всеобъемлющий термин, что, мне кажется, может стать другой формой метафизики. Как и воля Шопенгауэра, воля Фуко к знанию есть метафизическая идея».
Американский профессор английского языка Ханс Кёллнер указывал, что Фуко и в начале XXI века продолжает быть центром интеллектуального притяжения в США и очень сильно влияет на новое поколение историков. По словам Кёллнера, работы Фуко лежат в основе современных дискуссий о власти, дискурсе, идентичности, событиях.
Американский историк-франковед Тайлер Стоувелл характеризовал Фуко как интеллектуала среди «пионеров постмодернистского поворота против универсалистских нарративов».
Британский исследователь системы уголовных наказаний С. Коэн отмечал, что «писать сегодня о наказании и разделении, не обращая внимания на Фуко, — всё равно что говорить о бессознательном, не обращая внимания на Фрейда».
Как указывает польский историк президент Международной комиссии по теории и истории историографии Эва Доманская, «когда я спрашиваю людей, интересующихся историей и теорией истории, об их самых любимых исторических книгах, они прежде всего говорят о Фуко, Ле Руа Ладюри и Гинзбурге». Доманская также отмечает, что «очень часто Фуко приводится как лучший пример новой „модели“ историка. Но он типичный „еретик“, а не традиционный историк, безусловно».
Русский философ и историк философии А. В. Дьяков писал, что «Фуко произвёл настоящий переворот в гуманитарных науках», что после его работ «представление о человеке принципиально изменилось» и что благодаря работам Фуко и других постструктуралистов произошло окончательное избавление от веры в самоочевидные истины и вопрос о познании стал рассматриваться как вопрос о состоянии познающего, стало ясно, что «знание никогда не формируется лишь самообоснованием, но всегда зависит от социальных практик, меняющихся от эпохи к эпохе». По утверждению Дьякова, Фуко «коренным образом изменил мировосприятие западного (и, в значительной степени, российского) интеллектуала», благодаря ему любая система мысли стала восприниматься как исторически обусловленная, любое суждение воспринимается теперь не в аспекте его истинности или ложности, «но с точки зрения того дискурса, который за ним стоит и который делает его возможным». Иными словами, «Фуко дал нам нечто такое, что позволяет избегать заблуждений».
Русский философ и культуролог, специалист в области философской антропологии и европейской философии профессор многих европейских университетов и член многих научных сообществ Михаил Рыклин в 1994 году отмечал, что Фуко является одним из влиятельнейших философов XX века: «Если бы понадобилось назвать самую влиятельную философскую концепцию последних двадцати лет в области современной философии, мой ответ не был бы оригинален: это генеалогия (или микрофизика) власти Мишеля Фуко…».

## Наследие и память
Работы Фуко существенно повлияли как на историю гуманитарных наук, так и на историю естественных наук; большое научное значение имеет также его критицизм, обращённый в адрес современной цивилизации. Ряд концепций, сформулированных и обоснованных Фуко, стал частью понятийного аппарата самых разных гуманитарных наук и оказал большое влияние на само представление об особенностях и характере гуманитарного знания. Концепция истории культуры и принципы её анализа, созданные Фуко, чрезвычайно сильно повлияли и на представление современных учёных о механизме функционирования цивилизации, и на литературную критику постструктуралистской направленности. Высказывается мнение, что без Фуко не сформировалось бы направление постструктурализма как таковое и что оно без Фуко не могло бы существовать в его нынешних формах.

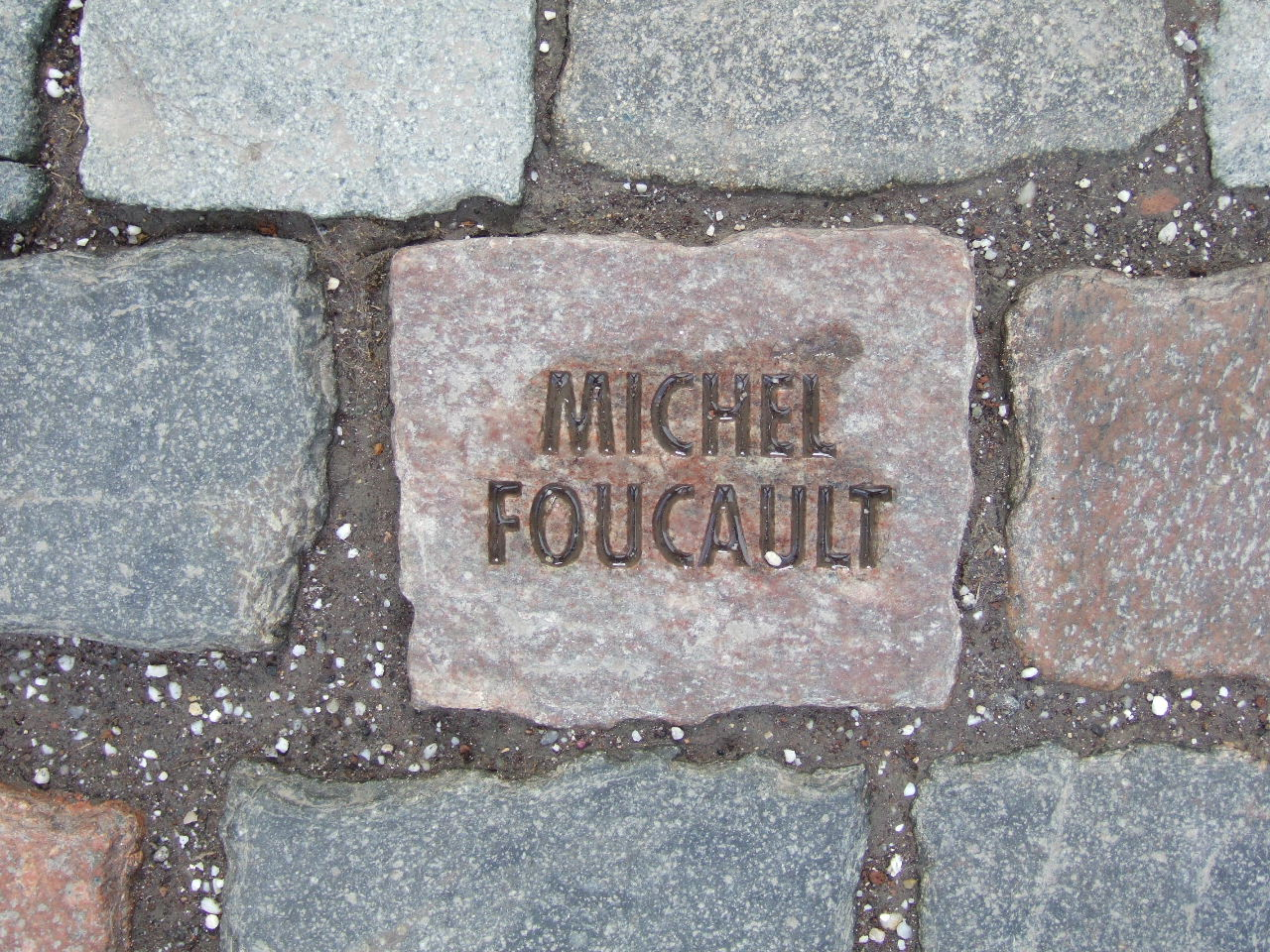
Том Фехт «Kaltes Quadrat» («Холодный квадрат») — Бонн, инсталляция на входе в Государственный выставочный зал ФРГ, облицовочный камень в память о Мишеле Фуко

Благодаря книге Фуко «Слова и вещи» произошло усиление интереса западных историков науки к истории наук о человеке и возникло одно из влиятельных интеллектуальных направлений современности — специализированные исследования в области социального знания, особенно психологии и социологии. Книга «Надзирать и наказывать» дала толчок к развитию политической теории, благодаря ей возник ряд работ, посвящённых проблемам дисциплинарных институтов (тюрьмы, школы, армии и др.).
Фуко стал хрестоматийным автором и по истории медицины: его анализ социальной гигиены, судебной психиатрии и больничного института сделал его одним из ключевых авторов по этой теме, и его работы уже много лет неизменно рекомендуются для обязательного прочтения студентам, изучающим историю медицины в западных вузах. Он оказал значительное влияние и на современную историю биологии: его книга «Слова и вещи» содержит ценные суждения об истории сравнительной анатомии, а «Рождение клиники» — о развитии патологической анатомии и патологической физиологии.
«История сексуальности» сделала Фуко хрестоматийным автором курсов самых разных гендерных исследований и классиком феминистской мысли. Идея о важности «управления собой», нашедшая отражение в последних двух книгах «Истории сексуальности», в связке с более широкой проблематикой «управления», отражённой в лекционных курсах Фуко в Коллеж де Франс, привлекла внимание исследователей в сфере социальной политики.
Введённый Фуко в курсе лекций «Безопасность, территория, население» термин «правительность» (фр. la gouvernementalité, в переводе на английский язык — governmentality), означающий область вопросов, напрямую связанных с проблемой управления, и применявшийся Фуко для обозначения той стратегии управления, что сложилась на Западе в Новое время, стал использоваться для обозначения целого спектра вопросов, изучаемых отдельными исследователями в разных странах. Работы Фуко, в которых освещается понятие gouvernementalité, сильно повлияли на такие науки, как география и антропология, а кроме того, на недавно возникший сектор постколониальных исследований.
Лекция Фуко о живописи Мане, прочитанная с небольшими вариациями в Милане в 1967 году, в Токио и во Флоренции в 1970, в Тунисе в 1971 году, сыграла важную роль в истории изучения живописи и вводит новую проблематику в искусствоведение — проблематику места зрителя как самостоятельный вопрос, специфичный для современной живописи.
В 1987 году был создан неофициальный «Центр Фуко», находящийся в библиотеке доминиканского ордена Сальшуар. Задача центра состоит в том, чтобы собрать все опубликованные и неопубликованные работы философа, в том числе те, посмертная публикация которых запрещена самим Фуко.
В 1994 году издательство Gallimard выпустило четырёхтомное собрание Dits et Écrits («Сказанное и написанное»), в которое вошли около 360 текстов Фуко, напечатанных при его жизни (либо подготовленных им к изданию), но при этом не опубликованных в переизданиях его книг. Составителями собрания были Д. Дефер и Ф. Эвальд.

Обложка журнала «Foucault Studies»

Изучением наследия Фуко занимаются исследовательские центры, такие как «Центр Мишеля Фуко» в Париже, группа «История настоящего», включающая в себя учёных Великобритании и Канады, «Круг Фуко» (США), «Центр мультидисциплинарных исследований Мишеля Фуко» (Мексика). В 1988 году в Париже проведён международный коллоквиум «Философ Фуко» (фр. Foucault philosophe), председателем которого был Кангилем; такого рода встречи проводятся во многих западных странах.
В США (в Нью-Йорке и Беркли) после смерти Фуко проводились посвящённые его наследию конференции, в которых участвовали десятки учёных и сотни студентов. Также после смерти Фуко продолжила существовать рабочая группа, созданная им в Беркли; результаты своих исследований, неизвестные тексты самого Фуко и статьи о нём она регулярно публиковала в информационном бюллетене History of the Present.
В 2004 году был создан журнал Foucault Studies, материалы которого посвящены Фуко и который имеет дело, по формулировке редакторов журнала, «с постоянно увеличивающимся в объёме корпусом работ, сосредоточенных на идеях Фуко», а также с исследованиями, применяющими их «в качестве отправной точки».
Как отмечала редколлегия журнала Foucault Studies, посещаемость интернет-сайта Michel Foucault: Resources составляет около пятисот пользователей в день.
В мае 1998 года в Открытом университете Берлина состоялась акция «Трибунал Фуко», организованная представителями антипсихиатрии во главе с Томасом Сасом. В вердикте, вынесенном по итогам «Трибунала», утверждалось, что психиатрия «виновна в преступлениях против человечности: преднамеренном унижении достоинства, лишении свободы и жизни», «нарушила клятву Гиппократа, применяя вредные химические препараты» и другие недобровольные меры вмешательства. «Трибунал» требовал отмены законов о психически больных, выплаты компенсаций за вред, причинённый пациентам.
Упоминая о «Трибунале Фуко», российский исследователь философского наследия Фуко А. В. Дьяков писал, что «имя Фуко стало знаменем современного антипсихиатрического движения… и многих других движений, выступающих против институционального гнёта», однако при этом «зачастую его имя используется для прикрытия деклараций, под которыми сам философ едва ли подписался бы».

## Комментарии
1. ↑  Термин восходит к философии Канта[37].
2. ↑  Фуко упоминает и четвёртую эпистему, начавшуюся около 1950 года, однако не уточняет подробно её характеристики. В эпистеме возникают рефлексия и самокритика, гуманитарные науки (психология, социология, литературоведение) сталкиваются с психоанализом, этологией, лингвистикой; последние выявляют бессознательные структуры, условия возможности гуманитарного знания (как и собственные исследования Фуко)[44].
3. ↑  На русский язык данный термин исследователи предлагали переводить по-разному: «правительственность», «государственное управление», «управленитет», «устройство управления», «властноментальность», «управляемость», «режим власти», «правительность»[66], «управленчество»[65].

## Публикации

### Основные работы на французском
- Maladie mentale et personnalité, Paris, Presses universitaires de France, coll. " Initiation Philosophique ", 1954, 113 p. (ISBN 2130528236)
- Maladie mentale et psychologie, Paris, Presses universitaires de France, coll. " Quadrige Grands textes ", 1962 (seconde édition remaniée de maladie mentale et personnalité), 120 p. (ISBN 2130582591)
- Folie et Déraison. Histoire de la folie à l'âge Classique, Paris, Librairie Plon, s.d. (1961), XI-672 p.
- Histoire de la folie à l'âge classique, Paris, U.G.E., coll. " 10/18 ", 1964, 309 p.
- Histoire de la folie à l'âge classique. Folie et déraison, Paris, Éditions Gallimard, coll. " Tel ", 1972, 583 p. (ISBN 2070295826)
- Naissance de la clinique. Une archéologie du regard médical, Paris, Presses Universitaires de France, 1963, 212 p. (ISBN 2130420885)
- Raymond Roussel, Paris, Gallimard, 1963, 256 p. (ISBN 2070327280)
- Les Mots et les Choses. Une archéologie des sciences humaines, Paris, Gallimard, coll. " Bibliothèque des sciences humaines ", 1966, 405 p. (ISBN 2070224848)
- La Pensée du dehors, illustrations de Pierre Tal Coat, Montpellier, Fata Morgana, 1986 (paru initialement dans initialement dans Critique, no 229, juin 1966, consacré à Maurice Blanchot), 72 p. (ISBN 2851940651)
- L’Archéologie du savoir, Paris, Gallimard, coll. " Bibliothèque des Sciences humaines ", 1969, 288 p. (ISBN 207026999X)
- Sept propos sur le septième ange, Paris, Fata Morgana, 1970, 64 p. (ISBN 2851942085)
- L’Ordre du discours, Paris, Gallimard, 1971, 88 p. (ISBN 2070277747)
- Ceci n’est pas une pipe, Fontfroide-le-Haut, Fata Morgana, 1973, 90 p. (ISBN 2851942077)
- Surveiller et punir. Naissance de la prison, Paris, Gallimard, 1975, 328 p. (ISBN 2070729680)
- Histoire de la sexualité, vol. 1 : La volonté de savoir, Paris, Gallimard, 1976, 224 p. (ISBN 2070295893)
- Histoire de la sexualité, vol. 2 : L’usage des plaisirs, Paris, Gallimard, 1984, 296 p. (ISBN 2070700569)
- Histoire de la sexualité, vol. 3 : Le souci de soi, Paris, Gallimard, 1984, 288 p. (ISBN 2070273822)
- Histoire de la sexualité, vol. 4 : Les aveux de la chair, Paris, Gallimard, 2018, 448 p. (ISBN 9782072700347)
- Dits et Écrits, vol. 1 : 1954—1969, Paris, Gallimard, coll. " Bibliothèque des Sciences humaines ", 1994, 864 p. (ISBN 2070738442)
- Dits et Écrits, vol. 2 : 1970—1975, Paris, Gallimard, coll. " Bibliothèque des Sciences humaines ", 1994, 848 p. (ISBN 2070739872)
- Dits et Écrits, vol. 3 : 1976—1979, Paris, Gallimard, coll. " Bibliothèque des Sciences humaines ", 1994, 848 p. (ISBN 2070739880)
- Dits et Écrits, vol. 4 : 1980—1988, Paris, Gallimard, coll. " Bibliothèque des Sciences humaines ", 1994, 912 p. (ISBN 2070739899)
- Dits et Écrits, en 2 volumes, Gallimard, coll. " Quarto ", 2001
- Kant. Anthropologie du point de vue pragmatique. Introduction à l’Anthropologie, Paris, Vrin, 2008, 272 p. (ISBN 2711619648)
- Mal faire, dire vrai. Fonction de l’aveu en justice — Cours de Louvain 1981, Louvain, Presses universitaires de Louvain, 2012, 382 p. (ISBN 287558040X)
- L’origine de l’herméneutique de soi, Paris, Vrin, 2013, 168 p. (ISBN 2711625095)

#### Публикации циклов лекций, прочитанных в Коллеж де Франс
- 1970—1971: Leçons sur la volonté de savoir, Paris, Gallimard, 2011, 318 p. (ISBN 2020860244)
- 1971—1972: Théories et Institutions Penales, Paris, Seuil, 2015 (ISBN 2020985691)
- 1972—1973: La société punitive, Paris, Gallimard, 2013, 318 p. (ISBN 2021038033)
- 1973—1974: Le Pouvoir psychiatrique, Paris, Gallimard, 2003, 399 p. (ISBN 2020307693)
- 1974—1975: Les Anormaux, Paris, Gallimard, 1999, 351 p. (ISBN 2020307987)
- 1975—1976: " Il faut défendre la société ", Paris, Gallimard, 1997, 283 p. (ISBN 2020231697)
- 1977—1978: Sécurité, territoire, population, Paris, Gallimard, 2004, 435 p. (ISBN 2020307995)
- 1978—1979: Naissance de la biopolitique, Paris, Gallimard, 2004, 355 p. (ISBN 2020324016)
- 1979—1980: Du gouvernement des vivants, Paris, Seuil, 2012, 320 p. (ISBN 2020881330)
- 1980—1981: Subjectivité et vérité, Paris, Seuil, 2014, 352 p. (ISBN 202086259X)
- 1981—1982: L’Herméneutique du sujet, Paris, Gallimard, 2001, 540 p. (ISBN 2020308002)
- 1982—1983: Le Gouvernement de soi et des autres I, Paris, Gallimard, 2008, 382 p. (ISBN 2020658690)
- 1983—1984: Le Gouvernement de soi et des autres II : Le Courage de la vérité, Paris, Gallimard, 2009, 334 p. (ISBN 978-2-02-065870-6)

#### Публикации архивных материалов
- Moi, Pierre Rivière, ayant égorgé ma mère, ma sœur et mon frère : un cas de parricide au XIXe siècle, Paris, Gallimard, 1973, 424 p. (ISBN 2070328287) adapté au cinéma par René Allio sous le titre Moi, Pierre Rivière, ayant égorgé ma mère, ma sœur et mon frère…
- Herculine Barbin dite Alexina B., Paris, Gallimard, 1978, 160 p. (ISBN 2070299600)
- Les Machines à guérir, aux origines de l’hôpital moderne, Paris, Pierre Mardaga, 1979, 184 p. (ISBN 2870091036)
- Arlette Farge, Michel Foucault, Le Désordre des familles. Lettres de cachet des archives de la Bastille au XVIIIe siècle, Paris, Gallimard, 1982, 362 p. (ISBN 2070233626)

### Публикации на русском

#### Книги
- Фуко М. Слова и вещи. Археология гуманитарных наук. — М.: Прогресс, 1977.— 489 с.
- Фуко М. Слова и вещи. Археология гуманитарных наук / Пер. с фр. В. П. Визгина и Н. С. Автономовой. — СПб. : А-cad, 1994. — 408 с. — ISBN 5-85962-021-7.
- Фуко М. Воля к истине: по ту сторону знания, власти и сексуальности. Работы разных лет. Пер. с фр., сост., комм. и послесл. С. Табачниковой. — М.: Касталь, 1996. — 448 с.
- Фуко М. Археология знания. — Киев: Ника-Центр, 1996.
- Фуко М. Археология знания. Пер. с фр. М. Б. Раковой, А. Ю. Серебрянниковой; вступ. ст. А. С. Колесникова. — СПб.: ИЦ «Гуманитарная Академия»; Университетская книга (Серия «Au Pura. Французская коллекция»), 2004. — 416 с.
- Фуко М. История безумия в классическую эпоху / Пер. с фр. И. Стаф под ред. В. Гайдамака. — СПб. : Университетская книга, 1997. — 576 с. — (Книга света). — ISBN 5-7914-0023-3.
- Фуко М. История безумия в классическую эпоху / Пер. с фр. И. К. Стаф. — М.: АСТ МОСКВА, 2010. — 698, [6] с. — (Philosophy).
- Фуко М. Рождение клиники. — М.: Смысл, 1998. — 310 с.
- Фуко М. Рождение клиники. — М.: Академический проект (Психологические технологии), 2010. — 256 с.
- Фуко М. Забота о себе. История сексуальности. Т. 3. — Киев: Дух и Литера, 1998.
- Фуко M. Надзирать и наказывать. Рождение тюрьмы / Пер. с фр. В. Наумова под ред. И. Борисовой. — M.: Ad Marginem, 1999.
- Фуко М. Это не трубка. Пер. с франц. И. Кулик. — М., Художественный журнал, 1999 г. — 152 с.
- Фуко М. Интеллектуалы и власть: статьи и интервью, 1970—1984: В 3 ч.: Ч. 1. / Пер. с фр. С. Ч. Офертаса под общ. ред. В. П. Визгина, Б. М. Скуратова. — М.: Праксис, 2002. — (Новая наука политики.) — 381 с. ISBN 5-901574-23-0.
- Фуко М. Использование удовольствий. История сексуальности. Т. 2. / Пер. с фр. В. Каплуна. — [СПб.]: Академический проект, 2004. — 432 с. ISBN 5-7331-0304-1.
- Фуко М. Нужно защищать общество: Курс лекций, прочитанных в Коллеж де Франс в 1975—1976 уч. г. — СПб.: Наука, 2005. — 312 с.
- Фуко М. Ненормальные: Курс лекций, прочитанных в Колледже де Франс в 1974—1975 учебном году. — СПб.: Наука, 2005. — 432 с.
- Фуко М. Интеллектуалы и власть: статьи и интервью, 1970—1984: В 3 ч.: Избранные политические статьи, выступления и интервью. Ч. 2 / Пер. с фр. И. Окуневой под общ. ред. Б. М. Скуратова. — М.: Праксис, 2005. — 318 с. — ISBN 5-901574-45-1.
- Фуко М. Интеллектуалы и власть: статьи и интервью, 1970—1984: В 3 ч.: Ч. 3 / Пер. с фр. Б. М. Скуратова под общ. ред. В. П. Большакова. — М.: Праксис, 2006. — 311 с.
- Фуко М. Психиатрическая власть: Курс лекций, прочитанный в Коллеж де Франс в 1973—1974 уч. году / Пер. с фр. А. Шестакова. — СПб.: Наука, 2007. — 450 с.
- Фуко М. Герменевтика субъекта. Курс лекций, прочитанных в Колледже де Франс в 1981—1982 уч. году / Пер. с фр. А. Г. Погоняйло. — СПб.: Наука, 2007. — 677 с.
- Фуко М. Психическая болезнь и личность / Пер. с фр., предисл. и коммент. О. А. Власовой. Изд. 2-е, стереотип. — СПб.: ИЦ «Гуманитарная Академия», 2010. — 320 с.
- Фуко М. Рождение биополитики. Курс лекций, прочитанных в Коллеж де Франс в 1978—1979 уч. году / Пер. с фр. А. В. Дьяков. — СПб.: Наука, 2010. — 448 с.
- Фуко М. Безопасность, территория, население. Курс лекций, прочитанных в Колледже де Франс в 1977—1978 уч. году / Пер. с фр. Ю. Ю. Быстрова, Н. В. Суслова, А. В. Шестакова. — СПб.: Наука, 2011. — 544 с.
- Фуко М. Управление собой и другими. Курс лекций, прочитанных в Коллеж де Франс в 1982—1983 уч. году / Пер. с фр. А. В. Дьяков. — СПб.: Наука, 2011. — 432 с.
- Фуко М. Живопись Мане / Под редакцией Маривонн Сезон. Пер. с фр. А. В. Дьяков. — СПб.: «Владимир Даль», 2011. — ISBN 978-5-93615-108-8.
- Фуко М. Мужество истины. Управление собой и другими. — СПб.: Наука, 2014. — 358 с. ISBN 978-5-02-037148-4
- Фуко М. Ранние работы / Пер. с фр. и предисл. О. А. Власовой. — СПб.: Владимир Даль, 2015. — 287 с. ISBN 978-5-93615-152-1

#### Статьи
- Фуко М. Расстояние, сторона, исток // Эстетический логос: Сборник статей. — М.: Институт философии АН СССР, 1990. — С. 102—112.
- Фуко М. Зачем изучать власть: проблема субъекта // Философская и социологическая мысль. — Киев, 1990. — № 9. — С. 97—100.
- Фуко М. Жизнь: опыт и наука // Вопросы философии. — 1993. — № 5. — С. 44—53.
- Фуко M. О трансгрессии // Танатография Эроса. Жорж Батай и французская мысль середины XX века. / Сост. и пер. С. Л. Фокина. — СПб.: «Мифрил», 1994. — С. 111—132.
- Фуко M. Ницше, Фрейд, Маркс // Кентавр. 1994. — № 2. — С. 48—56.
- Фуко M. Что такое Просвещение / Пер. с фр. Е. Никулина // Вопросы методологии. — 1996. — № 1—2.
- Фуко M. Безумие, отсутствие творения // Фигуры Танатоса: Искусство умирания. Сб. статей / Под ред. А. В. Дёмичева, М. С. Уварова. — СПб.: Изд-во СПбГУ, 1998. — С. 203—211.
- Фуко M. Teatrum philosophicum // Делёз Ж. Логика смысла, Фуко М. Teatrum philosophicum. — М.: Раритет, Екатеринбург: Деловая книга, 1998. — С. 441—473.
- Фуко М. Это не трубка. — М.: Художественный журнал, 1999. — 152 с.
- Фуко М. Ницше, генеалогия, история // Ступени. — 2000. — № 1 (11).
- Фуко М. Правительственность (идея государственного интереса и её генезис) / Пер. И. Окуневой // Логос. — 2003. — № 4/5. — С. 4—22.
- Фуко М. Мысль о Внешнем // Современные стратегии культурологических исследований: Труды Ин-та европейских культур. Вып. 2. — М.: РГГУ, 2008. — С. 318—347.
- Фуко М. О начале герменевтики себя // Логос. — 2008. — № 2 (65). — С. 65—95.
- Фуко М. Технологии себя // Логос. — 2008. — № 2 (65). — С. 96—122.
- Фуко М. Минималистское «Я» // Логос. — 2008. — № 2 (65). — С. 123—134.
- Фуко М. О генеалогии этики: обзор текущей работы // Логос. — 2008. — № 2 (65). — С. 135—158.
- Фуко М. Дискурс и истина // Логос. — 2008. — № 2 (65). — С. 159—262.